# Llista d'asteroides (190001-191000)
Llista d'asteroides del 190001 al 191000, amb data de descoberta i descobridor. És un fragment de la llista d'asteroides completa. Als asteroides se'ls dona un número quan es confirma la seva òrbita, per tant apareixen llistats aproximadament segons la data de descobriment.
Contingut: 190001... 190101... 190201... 190301... 190401... 190501... 190601... 190701... 190801... 190901... 

| Nom           | Designació provisional | Data de descobriment   | Lloc de descobriment   | Descobridor/s                                          |
| 190001-190100 | 190001-190100          | 190001-190100          | 190001-190100          | 190001-190100                                          |
| ------------- | ---------------------- | ---------------------- | ---------------------- | ------------------------------------------------------ |
| 190001 -      | 2004 HL45              | 21 d'abril de 2004     | Socorro                | LINEAR                                                 |
| 190002 -      | 2004 JP14              | 9 de maig de 2004      | Kitt Peak              | Spacewatch                                             |
| 190003 -      | 2004 JR26              | 15 de maig de 2004     | Socorro                | LINEAR                                                 |
| 190004 -      | 2004 KM6               | 18 de maig de 2004     | Socorro                | LINEAR                                                 |
| 190005 -      | 2004 KQ17              | 19 de maig de 2004     | Kitt Peak              | Spacewatch                                             |
| 190006 -      | 2004 LL11              | 11 de juny de 2004     | Palomar                | NEAT                                                   |
| 190007 -      | 2004 LM13              | 11 de juny de 2004     | Socorro                | LINEAR                                                 |
| 190008 -      | 2004 LT13              | 11 de juny de 2004     | Socorro                | LINEAR                                                 |
| 190009 -      | 2004 LV18              | 11 de juny de 2004     | Socorro                | LINEAR                                                 |
| 190010 -      | 2004 MM7               | 27 de juny de 2004     | Reedy Creek            | J. Broughton                                           |
| 190011 -      | 2004 NR1               | 9 de juliol de 2004    | Socorro                | LINEAR                                                 |
| 190012 -      | 2004 NV4               | 9 de juliol de 2004    | Palomar                | NEAT                                                   |
| 190013 -      | 2004 NW12              | 11 de juliol de 2004   | Socorro                | LINEAR                                                 |
| 190014 -      | 2004 NH22              | 11 de juliol de 2004   | Socorro                | LINEAR                                                 |
| 190015 -      | 2004 NA27              | 11 de juliol de 2004   | Socorro                | LINEAR                                                 |
| 190016 -      | 2004 OT9               | 20 de juliol de 2004   | Reedy Creek            | J. Broughton                                           |
| 190017 -      | 2004 PY15              | 7 d'agost de 2004      | Palomar                | NEAT                                                   |
| 190018 -      | 2004 PU16              | 7 d'agost de 2004      | Campo Imperatore       | CINEOS                                                 |
| 190019 -      | 2004 PW35              | 8 d'agost de 2004      | Anderson Mesa          | LONEOS                                                 |
| 190020 -      | 2004 PY55              | 8 d'agost de 2004      | Anderson Mesa          | LONEOS                                                 |
| 190021 -      | 2004 PZ55              | 8 d'agost de 2004      | Anderson Mesa          | LONEOS                                                 |
| 190022 -      | 2004 PX58              | 9 d'agost de 2004      | Socorro                | LINEAR                                                 |
| 190023 -      | 2004 PP83              | 10 d'agost de 2004     | Socorro                | LINEAR                                                 |
| 190024 -      | 2004 PB102             | 11 d'agost de 2004     | Palomar                | NEAT                                                   |
| 190025 -      | 2004 PO103             | 12 d'agost de 2004     | Socorro                | LINEAR                                                 |
| 190026 -      | 2004 QJ                | 16 d'agost de 2004     | Andrushivka            | Andrushivka                                            |
| 190027 -      | 2004 QB13              | 21 d'agost de 2004     | Siding Spring          | SSS                                                    |
| 190028 -      | 2004 QG14              | 19 d'agost de 2004     | Socorro                | LINEAR                                                 |
| 190029 -      | 2004 QE17              | 25 d'agost de 2004     | Socorro                | LINEAR                                                 |
| 190030 -      | 2004 RC1               | 3 de setembre de 2004  | Palomar                | NEAT                                                   |
| 190031 -      | 2004 RW17              | 7 de setembre de 2004  | Kitt Peak              | Spacewatch                                             |
| 190032 -      | 2004 RG41              | 7 de setembre de 2004  | Kitt Peak              | Spacewatch                                             |
| 190033 -      | 2004 RM54              | 8 de setembre de 2004  | Socorro                | LINEAR                                                 |
| 190034 -      | 2004 RZ61              | 8 de setembre de 2004  | Socorro                | LINEAR                                                 |
| 190035 -      | 2004 RY63              | 8 de setembre de 2004  | Socorro                | LINEAR                                                 |
| 190036 -      | 2004 RM75              | 8 de setembre de 2004  | Socorro                | LINEAR                                                 |
| 190037 -      | 2004 RF78              | 8 de setembre de 2004  | Socorro                | LINEAR                                                 |
| 190038 -      | 2004 RK88              | 7 de setembre de 2004  | Palomar                | NEAT                                                   |
| 190039 -      | 2004 RR88              | 8 de setembre de 2004  | Socorro                | LINEAR                                                 |
| 190040 -      | 2004 RY103             | 8 de setembre de 2004  | Palomar                | NEAT                                                   |
| 190041 -      | 2004 RO106             | 8 de setembre de 2004  | Palomar                | NEAT                                                   |
| 190042 -      | 2004 RW112             | 6 de setembre de 2004  | Socorro                | LINEAR                                                 |
| 190043 -      | 2004 RY112             | 6 de setembre de 2004  | Socorro                | LINEAR                                                 |
| 190044 -      | 2004 RB113             | 6 de setembre de 2004  | Socorro                | LINEAR                                                 |
| 190045 -      | 2004 RC124             | 7 de setembre de 2004  | Palomar                | NEAT                                                   |
| 190046 -      | 2004 RZ150             | 9 de setembre de 2004  | Socorro                | LINEAR                                                 |
| 190047 -      | 2004 RH152             | 10 de setembre de 2004 | Socorro                | LINEAR                                                 |
| 190048 -      | 2004 RU159             | 10 de setembre de 2004 | Socorro                | LINEAR                                                 |
| 190049 -      | 2004 RJ168             | 8 de setembre de 2004  | Socorro                | LINEAR                                                 |
| 190050 -      | 2004 RF171             | 9 de setembre de 2004  | Socorro                | LINEAR                                                 |
| 190051 -      | 2004 RL174             | 10 de setembre de 2004 | Socorro                | LINEAR                                                 |
| 190052 -      | 2004 RP181             | 10 de setembre de 2004 | Socorro                | LINEAR                                                 |
| 190053 -      | 2004 RH182             | 10 de setembre de 2004 | Socorro                | LINEAR                                                 |
| 190054 -      | 2004 RO200             | 10 de setembre de 2004 | Socorro                | LINEAR                                                 |
| 190055 -      | 2004 RK220             | 11 de setembre de 2004 | Socorro                | LINEAR                                                 |
| 190056 -      | 2004 RQ249             | 13 de setembre de 2004 | Kitt Peak              | Spacewatch                                             |
| 190057 -      | 2004 RR252             | 14 de setembre de 2004 | Nakagawa               | H. Hori, H. Maeno                                      |
| 190058 -      | 2004 RS257             | 9 de setembre de 2004  | Anderson Mesa          | LONEOS                                                 |
| 190059 -      | 2004 RW306             | 12 de setembre de 2004 | Socorro                | LINEAR                                                 |
| 190060 -      | 2004 RA307             | 12 de setembre de 2004 | Socorro                | LINEAR                                                 |
| 190061 -      | 2004 RP314             | 15 de setembre de 2004 | Kitt Peak              | Spacewatch                                             |
| 190062 -      | 2004 RZ315             | 9 de setembre de 2004  | Socorro                | LINEAR                                                 |
| 190063 -      | 2004 RS318             | 12 de setembre de 2004 | Kitt Peak              | Spacewatch                                             |
| 190064 -      | 2004 RU320             | 13 de setembre de 2004 | Socorro                | LINEAR                                                 |
| 190065 -      | 2004 RY320             | 13 de setembre de 2004 | Socorro                | LINEAR                                                 |
| 190066 -      | 2004 RV322             | 13 de setembre de 2004 | Socorro                | LINEAR                                                 |
| 190067 -      | 2004 RX327             | 14 de setembre de 2004 | Socorro                | LINEAR                                                 |
| 190068 -      | 2004 RR332             | 14 de setembre de 2004 | Palomar                | NEAT                                                   |
| 190069 -      | 2004 RU332             | 14 de setembre de 2004 | Palomar                | NEAT                                                   |
| 190070 -      | 2004 RL346             | 9 de setembre de 2004  | Socorro                | LINEAR                                                 |
| 190071 -      | 2004 SU16              | 17 de setembre de 2004 | Anderson Mesa          | LONEOS                                                 |
| 190072 -      | 2004 SW22              | 17 de setembre de 2004 | Kitt Peak              | Spacewatch                                             |
| 190073 -      | 2004 SY44              | 18 de setembre de 2004 | Socorro                | LINEAR                                                 |
| 190074 -      | 2004 SO45              | 18 de setembre de 2004 | Socorro                | LINEAR                                                 |
| 190075 -      | 2004 SP56              | 16 de setembre de 2004 | Anderson Mesa          | LONEOS                                                 |
| 190076 -      | 2004 SK58              | 16 de setembre de 2004 | Anderson Mesa          | LONEOS                                                 |
| 190077 -      | 2004 TL11              | 4 d'octubre de 2004    | Goodricke-Pigott       | R. A. Tucker                                           |
| 190078 -      | 2004 TL17              | 10 d'octubre de 2004   | Socorro                | LINEAR                                                 |
| 190079 -      | 2004 TL21              | 3 d'octubre de 2004    | Palomar                | NEAT                                                   |
| 190080 -      | 2004 TD38              | 4 d'octubre de 2004    | Kitt Peak              | Spacewatch                                             |
| 190081 -      | 2004 TB50              | 4 d'octubre de 2004    | Kitt Peak              | Spacewatch                                             |
| 190082 -      | 2004 TP51              | 4 d'octubre de 2004    | Kitt Peak              | Spacewatch                                             |
| 190083 -      | 2004 TB79              | 4 d'octubre de 2004    | Anderson Mesa          | LONEOS                                                 |
| 190084 -      | 2004 TO83              | 5 d'octubre de 2004    | Kitt Peak              | Spacewatch                                             |
| 190085 -      | 2004 TQ110             | 7 d'octubre de 2004    | Socorro                | LINEAR                                                 |
| 190086 -      | 2004 TW112             | 7 d'octubre de 2004    | Palomar                | NEAT                                                   |
| 190087 -      | 2004 TR132             | 7 d'octubre de 2004    | Socorro                | LINEAR                                                 |
| 190088 -      | 2004 TU133             | 7 d'octubre de 2004    | Palomar                | NEAT                                                   |
| 190089 -      | 2004 TM135             | 8 d'octubre de 2004    | Anderson Mesa          | LONEOS                                                 |
| 190090 -      | 2004 TN135             | 8 d'octubre de 2004    | Anderson Mesa          | LONEOS                                                 |
| 190091 -      | 2004 TU135             | 8 d'octubre de 2004    | Anderson Mesa          | LONEOS                                                 |
| 190092 -      | 2004 TO143             | 4 d'octubre de 2004    | Kitt Peak              | Spacewatch                                             |
| 190093 -      | 2004 TH148             | 6 d'octubre de 2004    | Kitt Peak              | Spacewatch                                             |
| 190094 -      | 2004 TL161             | 6 d'octubre de 2004    | Kitt Peak              | Spacewatch                                             |
| 190095 -      | 2004 TR172             | 8 d'octubre de 2004    | Socorro                | LINEAR                                                 |
| 190096 -      | 2004 TY192             | 7 d'octubre de 2004    | Kitt Peak              | Spacewatch                                             |
| 190097 -      | 2004 TY221             | 7 d'octubre de 2004    | Socorro                | LINEAR                                                 |
| 190098 -      | 2004 TF227             | 8 d'octubre de 2004    | Kitt Peak              | Spacewatch                                             |
| 190099 -      | 2004 TA241             | 10 d'octubre de 2004   | Socorro                | LINEAR                                                 |
| 190100 -      | 2004 TS260             | 9 d'octubre de 2004    | Kitt Peak              | Spacewatch                                             |
| 190101-190200 |                        |                        |                        |                                                        |
| 190101 -      | 2004 TR264             | 9 d'octubre de 2004    | Kitt Peak              | Spacewatch                                             |
| 190102 -      | 2004 TK268             | 9 d'octubre de 2004    | Kitt Peak              | Spacewatch                                             |
| 190103 -      | 2004 TP285             | 8 d'octubre de 2004    | Socorro                | LINEAR                                                 |
| 190104 -      | 2004 TU287             | 9 d'octubre de 2004    | Socorro                | LINEAR                                                 |
| 190105 -      | 2004 TM290             | 10 d'octubre de 2004   | Kitt Peak              | Spacewatch                                             |
| 190106 -      | 2004 TV308             | 10 d'octubre de 2004   | Socorro                | LINEAR                                                 |
| 190107 -      | 2004 TY333             | 9 d'octubre de 2004    | Kitt Peak              | Spacewatch                                             |
| 190108 -      | 2004 TQ345             | 14 d'octubre de 2004   | Kitt Peak              | Spacewatch                                             |
| 190109 -      | 2004 TX355             | 7 d'octubre de 2004    | Socorro                | LINEAR                                                 |
| 190110 -      | 2004 TD356             | 10 d'octubre de 2004   | Palomar                | NEAT                                                   |
| 190111 -      | 2004 TJ356             | 14 d'octubre de 2004   | Anderson Mesa          | LONEOS                                                 |
| 190112 -      | 2004 TV366             | 10 d'octubre de 2004   | Kitt Peak              | Spacewatch                                             |
| 190113 -      | 2004 UX2               | 18 d'octubre de 2004   | Socorro                | LINEAR                                                 |
| 190114 -      | 2004 VH12              | 3 de novembre de 2004  | Catalina               | CSS                                                    |
| 190115 -      | 2004 VY13              | 4 de novembre de 2004  | Socorro                | LINEAR                                                 |
| 190116 -      | 2004 VU35              | 3 de novembre de 2004  | Kitt Peak              | Spacewatch                                             |
| 190117 -      | 2004 VB57              | 5 de novembre de 2004  | Socorro                | LINEAR                                                 |
| 190118 -      | 2004 VR60              | 10 de novembre de 2004 | Wrightwood             | J. W. Young                                            |
| 190119 -      | 2004 VA64              | 10 de novembre de 2004 | Socorro                | LINEAR                                                 |
| 190120 -      | 2004 VS72              | 9 de novembre de 2004  | Catalina               | CSS                                                    |
| 190121 -      | 2004 WJ8               | 19 de novembre de 2004 | Catalina               | CSS                                                    |
| 190122 -      | 2004 WZ9               | 30 de novembre de 2004 | Palomar                | NEAT                                                   |
| 190123 -      | 2004 XQ6               | 2 de desembre de 2004  | Socorro                | LINEAR                                                 |
| 190124 -      | 2004 XR16              | 10 de desembre de 2004 | Pla D'Arguines         | R. Ferrando                                            |
| 190125 -      | 2004 XZ177             | 12 de desembre de 2004 | Kitt Peak              | Spacewatch                                             |
| 190126 -      | 2004 XY190             | 11 de desembre de 2004 | Campo Imperatore       | CINEOS                                                 |
| 190127 -      | 2004 YY2               | 17 de desembre de 2004 | Socorro                | LINEAR                                                 |
| 190128 -      | 2004 YY30              | 18 de desembre de 2004 | Socorro                | LINEAR                                                 |
| 190129 -      | 2005 CP4               | 1 de febrer de 2005    | Kitt Peak              | Spacewatch                                             |
| 190130 -      | 2005 CR25              | 4 de febrer de 2005    | Antares                | Antares Observatory                                    |
| 190131 -      | 2005 CJ60              | 4 de febrer de 2005    | Socorro                | LINEAR                                                 |
| 190132 -      | 2005 JY1               | 4 de maig de 2005      | Catalina               | CSS                                                    |
| 190133 -      | 2005 LU35              | 11 de juny de 2005     | Kitt Peak              | Spacewatch                                             |
| 190134 -      | 2005 NF60              | 9 de juliol de 2005    | Kitt Peak              | Spacewatch                                             |
| 190135 -      | 2005 QE30              | 26 d'agost de 2005     | Palomar                | NEAT                                                   |
| 190136 -      | 2005 QW50              | 26 d'agost de 2005     | Palomar                | NEAT                                                   |
| 190137 -      | 2005 QM157             | 30 d'agost de 2005     | Palomar                | NEAT                                                   |
| 190138 -      | 2005 RW27              | 10 de setembre de 2005 | Anderson Mesa          | LONEOS                                                 |
| 190139 -      | 2005 RV32              | 14 de setembre de 2005 | Vallemare di Borbona   | V. S. Casulli                                          |
| 190140 -      | 2005 ST26              | 23 de setembre de 2005 | Kitt Peak              | Spacewatch                                             |
| 190141 -      | 2005 SU63              | 26 de setembre de 2005 | Kitt Peak              | Spacewatch                                             |
| 190142 -      | 2005 SX109             | 26 de setembre de 2005 | Kitt Peak              | Spacewatch                                             |
| 190143 -      | 2005 SD130             | 29 de setembre de 2005 | Anderson Mesa          | LONEOS                                                 |
| 190144 -      | 2005 SR151             | 25 de setembre de 2005 | Kitt Peak              | Spacewatch                                             |
| 190145 -      | 2005 SN164             | 27 de setembre de 2005 | Palomar                | NEAT                                                   |
| 190146 -      | 2005 SH174             | 29 de setembre de 2005 | Anderson Mesa          | LONEOS                                                 |
| 190147 -      | 2005 SA191             | 29 de setembre de 2005 | Anderson Mesa          | LONEOS                                                 |
| 190148 -      | 2005 SS197             | 30 de setembre de 2005 | Kitt Peak              | Spacewatch                                             |
| 190149 -      | 2005 SU198             | 30 de setembre de 2005 | Mount Lemmon           | Mount Lemmon Survey                                    |
| 190150 -      | 2005 SM214             | 30 de setembre de 2005 | Catalina               | CSS                                                    |
| 190151 -      | 2005 SR257             | 18 de setembre de 2005 | Palomar                | NEAT                                                   |
| 190152 -      | 2005 TG28              | 1 d'octubre de 2005    | Anderson Mesa          | LONEOS                                                 |
| 190153 -      | 2005 TK45              | 3 d'octubre de 2005    | Catalina               | CSS                                                    |
| 190154 -      | 2005 TL83              | 3 d'octubre de 2005    | Socorro                | LINEAR                                                 |
| 190155 -      | 2005 TW103             | 8 d'octubre de 2005    | Socorro                | LINEAR                                                 |
| 190156 -      | 2005 TG105             | 8 d'octubre de 2005    | Catalina               | CSS                                                    |
| 190157 -      | 2005 TN106             | 10 d'octubre de 2005   | Kitt Peak              | Spacewatch                                             |
| 190158 -      | 2005 TR153             | 7 d'octubre de 2005    | Socorro                | LINEAR                                                 |
| 190159 -      | 2005 TD173             | 13 d'octubre de 2005   | Socorro                | LINEAR                                                 |
| 190160 -      | 2005 TE173             | 13 d'octubre de 2005   | Socorro                | LINEAR                                                 |
| 190161 -      | 2005 TJ174             | 7 d'octubre de 2005    | Socorro                | LINEAR                                                 |
| 190162 -      | 2005 UM45              | 22 d'octubre de 2005   | Catalina               | CSS                                                    |
| 190163 -      | 2005 UY54              | 23 d'octubre de 2005   | Catalina               | CSS                                                    |
| 190164 -      | 2005 UB60              | 25 d'octubre de 2005   | Anderson Mesa          | LONEOS                                                 |
| 190165 -      | 2005 US115             | 23 d'octubre de 2005   | Palomar                | NEAT                                                   |
| 190166 -      | 2005 UP156             | 31 d'octubre de 2005   | Kitt Peak              | Spacewatch                                             |
| 190167 -      | 2005 UW158             | 26 d'octubre de 2005   | Gnosca                 | S. Sposetti                                            |
| 190168 -      | 2005 UE170             | 24 d'octubre de 2005   | Kitt Peak              | Spacewatch                                             |
| 190169 -      | 2005 UD190             | 27 d'octubre de 2005   | Mount Lemmon           | Mount Lemmon Survey                                    |
| 190170 -      | 2005 UT215             | 25 d'octubre de 2005   | Kitt Peak              | Spacewatch                                             |
| 190171 -      | 2005 UA216             | 25 d'octubre de 2005   | Kitt Peak              | Spacewatch                                             |
| 190172 -      | 2005 UQ230             | 25 d'octubre de 2005   | Catalina               | CSS                                                    |
| 190173 -      | 2005 UJ354             | 29 d'octubre de 2005   | Catalina               | CSS                                                    |
| 190174 -      | 2005 UA364             | 27 d'octubre de 2005   | Kitt Peak              | Spacewatch                                             |
| 190175 -      | 2005 UR368             | 27 d'octubre de 2005   | Kitt Peak              | Spacewatch                                             |
| 190176 -      | 2005 UM390             | 29 d'octubre de 2005   | Mount Lemmon           | Mount Lemmon Survey                                    |
| 190177 -      | 2005 UQ397             | 28 d'octubre de 2005   | Catalina               | CSS                                                    |
| 190178 -      | 2005 UQ411             | 31 d'octubre de 2005   | Mount Lemmon           | Mount Lemmon Survey                                    |
| 190179 -      | 2005 UT411             | 31 d'octubre de 2005   | Mount Lemmon           | Mount Lemmon Survey                                    |
| 190180 -      | 2005 UC478             | 27 d'octubre de 2005   | Anderson Mesa          | LONEOS                                                 |
| 190181 -      | 2005 VM16              | 3 de novembre de 2005  | Socorro                | LINEAR                                                 |
| 190182 -      | 2005 VZ42              | 4 de novembre de 2005  | Kitt Peak              | Spacewatch                                             |
| 190183 -      | 2005 VX73              | 1 de novembre de 2005  | Mount Lemmon           | Mount Lemmon Survey                                    |
| 190184 -      | 2005 VT78              | 6 de novembre de 2005  | Kitt Peak              | Spacewatch                                             |
| 190185 -      | 2005 WO30              | 21 de novembre de 2005 | Kitt Peak              | Spacewatch                                             |
| 190186 -      | 2005 WM31              | 21 de novembre de 2005 | Kitt Peak              | Spacewatch                                             |
| 190187 -      | 2005 WB39              | 25 de novembre de 2005 | Mount Lemmon           | Mount Lemmon Survey                                    |
| 190188 -      | 2005 WF73              | 25 de novembre de 2005 | Catalina               | CSS                                                    |
| 190189 -      | 2005 WA76              | 25 de novembre de 2005 | Kitt Peak              | Spacewatch                                             |
| 190190 -      | 2005 WD88              | 28 de novembre de 2005 | Mount Lemmon           | Mount Lemmon Survey                                    |
| 190191 -      | 2005 WG103             | 26 de novembre de 2005 | Catalina               | CSS                                                    |
| 190192 -      | 2005 WJ147             | 25 de novembre de 2005 | Catalina               | CSS                                                    |
| 190193 -      | 2005 WM158             | 28 de novembre de 2005 | Socorro                | LINEAR                                                 |
| 190194 -      | 2005 WF178             | 30 de novembre de 2005 | Kitt Peak              | Spacewatch                                             |
| 190195 -      | 2005 WT179             | 21 de novembre de 2005 | Catalina               | CSS                                                    |
| 190196 -      | 2005 XE27              | 4 de desembre de 2005  | Kitt Peak              | Spacewatch                                             |
| 190197 -      | 2005 XS29              | 7 de desembre de 2005  | Socorro                | LINEAR                                                 |
| 190198 -      | 2005 XO84              | 9 de desembre de 2005  | Socorro                | LINEAR                                                 |
| 190199 -      | 2005 YH111             | 25 de desembre de 2005 | Kitt Peak              | Spacewatch                                             |
| 190200 -      | 2005 YZ138             | 27 de desembre de 2005 | Mount Lemmon           | Mount Lemmon Survey                                    |
| 190201-190300 |                        |                        |                        |                                                        |
| 190201 -      | 2005 YX145             | 29 de desembre de 2005 | Socorro                | LINEAR                                                 |
| 190202 -      | 2005 YS155             | 25 de desembre de 2005 | Anderson Mesa          | LONEOS                                                 |
| 190203 -      | 2005 YA158             | 27 de desembre de 2005 | Kitt Peak              | Spacewatch                                             |
| 190204 -      | 2005 YV163             | 28 de desembre de 2005 | Palomar                | NEAT                                                   |
| 190205 -      | 2005 YP207             | 28 de desembre de 2005 | Kitt Peak              | Spacewatch                                             |
| 190206 -      | 2005 YC233             | 28 de desembre de 2005 | Kitt Peak              | Spacewatch                                             |
| 190207 -      | 2005 YF269             | 25 de desembre de 2005 | Mount Lemmon           | Mount Lemmon Survey                                    |
| 190208 -      | 2006 AQ                | 2 de gener de 2006     | Mauna Kea              | D. J. Tholen                                           |
| 190209 -      | 2006 AA21              | 5 de gener de 2006     | Catalina               | CSS                                                    |
| 190210 -      | 2006 AS66              | 9 de gener de 2006     | Kitt Peak              | Spacewatch                                             |
| 190211 -      | 2006 BY20              | 22 de gener de 2006    | Mount Lemmon           | Mount Lemmon Survey                                    |
| 190212 -      | 2006 BY45              | 23 de gener de 2006    | Mount Lemmon           | Mount Lemmon Survey                                    |
| 190213 -      | 2006 BL66              | 23 de gener de 2006    | Kitt Peak              | Spacewatch                                             |
| 190214 -      | 2006 BQ90              | 25 de gener de 2006    | Kitt Peak              | Spacewatch                                             |
| 190215 -      | 2006 BR92              | 26 de gener de 2006    | Mount Lemmon           | Mount Lemmon Survey                                    |
| 190216 -      | 2006 BD114             | 25 de gener de 2006    | Kitt Peak              | Spacewatch                                             |
| 190217 -      | 2006 BY209             | 31 de gener de 2006    | Kitt Peak              | Spacewatch                                             |
| 190218 -      | 2006 BV223             | 30 de gener de 2006    | Kitt Peak              | Spacewatch                                             |
| 190219 -      | 2006 CG53              | 4 de febrer de 2006    | Kitt Peak              | Spacewatch                                             |
| 190220 -      | 2006 CC54              | 4 de febrer de 2006    | Catalina               | CSS                                                    |
| 190221 -      | 2006 DM12              | 21 de febrer de 2006   | Mount Lemmon           | Mount Lemmon Survey                                    |
| 190222 -      | 2006 DE34              | 20 de febrer de 2006   | Kitt Peak              | Spacewatch                                             |
| 190223 -      | 2006 DA35              | 20 de febrer de 2006   | Kitt Peak              | Spacewatch                                             |
| 190224 -      | 2006 DW66              | 22 de febrer de 2006   | Anderson Mesa          | LONEOS                                                 |
| 190225 -      | 2006 DA82              | 24 de febrer de 2006   | Kitt Peak              | Spacewatch                                             |
| 190226 -      | 2006 DL120             | 21 de febrer de 2006   | Catalina               | CSS                                                    |
| 190227 -      | 2006 DV201             | 20 de febrer de 2006   | Socorro                | LINEAR                                                 |
| 190228 -      | 2006 EB10              | 2 de març de 2006      | Kitt Peak              | Spacewatch                                             |
| 190229 -      | 2006 OO5               | 19 de juliol de 2006   | Palomar                | NEAT                                                   |
| 190230 -      | 2006 TD104             | 15 d'octubre de 2006   | Kitt Peak              | Spacewatch                                             |
| 190231 -      | 2006 UC143             | 19 d'octubre de 2006   | Kitt Peak              | Spacewatch                                             |
| 190232 -      | 2006 VF54              | 11 de novembre de 2006 | Kitt Peak              | Spacewatch                                             |
| 190233 -      | 2007 AK2               | 1 de gener de 2007     | Palomar                | NEAT                                                   |
| 190234 -      | 2007 BW6               | 17 de gener de 2007    | Kitt Peak              | Spacewatch                                             |
| 190235 -      | 2007 BL74              | 17 de gener de 2007    | Kitt Peak              | Spacewatch                                             |
| 190236 -      | 2007 BF78              | 27 de gener de 2007    | Kitt Peak              | Spacewatch                                             |
| 190237 -      | 2007 DM10              | 17 de febrer de 2007   | Kitt Peak              | Spacewatch                                             |
| 190238 -      | 2007 DL43              | 17 de febrer de 2007   | Catalina               | CSS                                                    |
| 190239 -      | 2007 DT44              | 17 de febrer de 2007   | Catalina               | CSS                                                    |
| 190240 -      | 2007 DP52              | 19 de febrer de 2007   | Mount Lemmon           | Mount Lemmon Survey                                    |
| 190241 -      | 2007 DS57              | 21 de febrer de 2007   | Mount Lemmon           | Mount Lemmon Survey                                    |
| 190242 -      | 2007 DA60              | 21 de febrer de 2007   | Kitt Peak              | Spacewatch                                             |
| 190243 -      | 2007 EJ36              | 11 de març de 2007     | Anderson Mesa          | LONEOS                                                 |
| 190244 -      | 2007 EZ67              | 10 de març de 2007     | Kitt Peak              | Spacewatch                                             |
| 190245 -      | 2007 EW74              | 10 de març de 2007     | Kitt Peak              | Spacewatch                                             |
| 190246 -      | 2007 EN139             | 12 de març de 2007     | Kitt Peak              | Spacewatch                                             |
| 190247 -      | 2007 EG173             | 14 de març de 2007     | Kitt Peak              | Spacewatch                                             |
| 190248 -      | 2007 EJ182             | 14 de març de 2007     | Kitt Peak              | Spacewatch                                             |
| 190249 -      | 2007 ED200             | 11 de març de 2007     | Kitt Peak              | Spacewatch                                             |
| 190250 -      | 2007 EZ217             | 9 de març de 2007      | Mount Lemmon           | Mount Lemmon Survey                                    |
| 190251 -      | 2007 GL                | 7 d'abril de 2007      | Mount Lemmon           | Mount Lemmon Survey                                    |
| 190252 -      | 2007 GA33              | 11 d'abril de 2007     | Kitt Peak              | Spacewatch                                             |
| 190253 -      | 2007 GX33              | 11 d'abril de 2007     | Siding Spring          | SSS                                                    |
| 190254 -      | 2007 GR44              | 14 d'abril de 2007     | Kitt Peak              | Spacewatch                                             |
| 190255 -      | 2007 HG                | 16 d'abril de 2007     | 7300 Observatory       | W. K. Y. Yeung                                         |
| 190256 -      | 2007 HV32              | 19 d'abril de 2007     | Kitt Peak              | Spacewatch                                             |
| 190257 -      | 2007 HP40              | 20 d'abril de 2007     | Kitt Peak              | Spacewatch                                             |
| 190258 -      | 2007 HC67              | 22 d'abril de 2007     | Mount Lemmon           | Mount Lemmon Survey                                    |
| 190259 -      | 2007 JX6               | 9 de maig de 2007      | Mount Lemmon           | Mount Lemmon Survey                                    |
| 190260 -      | 2007 JM12              | 7 de maig de 2007      | Catalina               | CSS                                                    |
| 190261 -      | 2007 JV44              | 10 de maig de 2007     | Mount Lemmon           | Mount Lemmon Survey                                    |
| 190262 -      | 2007 LA37              | 12 de juny de 2007     | Kitt Peak              | Spacewatch                                             |
| 190263 -      | 2007 MF4               | 16 de juny de 2007     | Kitt Peak              | Spacewatch                                             |
| 190264 -      | 2007 NE2               | 7 de juliol de 2007    | Marly                  | P. Kocher                                              |
| 190265 -      | 2007 TC149             | 8 d'octubre de 2007    | Socorro                | LINEAR                                                 |
| 190266 -      | 2007 UU32              | 19 d'octubre de 2007   | Mount Lemmon           | Mount Lemmon Survey                                    |
| 190267 -      | 2007 VL6               | 3 de novembre de 2007  | Mount Lemmon           | Mount Lemmon Survey                                    |
| 190268 -      | 2007 XU3               | 5 de desembre de 2007  | Catalina               | CSS                                                    |
| 190269 -      | 2008 EL64              | 9 de març de 2008      | Mount Lemmon           | Mount Lemmon Survey                                    |
| 190270 -      | 2008 FM101             | 30 de març de 2008     | Kitt Peak              | Spacewatch                                             |
| 190271 -      | 2008 HG5               | 24 d'abril de 2008     | Kitt Peak              | Spacewatch                                             |
| 190272 -      | 2008 NO2               | 9 de juliol de 2008    | OAM                    | La Sagra                                               |
| 190273 -      | 2822 P-L               | 24 de setembre de 1960 | Palomar                | C. J. van Houten, I. van Houten-Groeneveld, T. Gehrels |
| 190274 -      | 3117 P-L               | 24 de setembre de 1960 | Palomar                | C. J. van Houten, I. van Houten-Groeneveld, T. Gehrels |
| 190275 -      | 4275 P-L               | 24 de setembre de 1960 | Palomar                | C. J. van Houten, I. van Houten-Groeneveld, T. Gehrels |
| 190276 -      | 4548 P-L               | 24 de setembre de 1960 | Palomar                | C. J. van Houten, I. van Houten-Groeneveld, T. Gehrels |
| 190277 -      | 6227 P-L               | 24 de setembre de 1960 | Palomar                | C. J. van Houten, I. van Houten-Groeneveld, T. Gehrels |
| 190278 -      | 2217 T-2               | 29 de setembre de 1973 | Palomar                | C. J. van Houten, I. van Houten-Groeneveld, T. Gehrels |
| 190279 -      | 5143 T-2               | 25 de setembre de 1973 | Palomar                | C. J. van Houten, I. van Houten-Groeneveld, T. Gehrels |
| 190280 -      | 2142 T-3               | 16 d'octubre de 1977   | Palomar                | C. J. van Houten, I. van Houten-Groeneveld, T. Gehrels |
| 190281 -      | 3525 T-3               | 16 d'octubre de 1977   | Palomar                | C. J. van Houten, I. van Houten-Groeneveld, T. Gehrels |
| 190282 -      | 1989 UQ3               | 26 d'octubre de 1989   | Palomar                | E. F. Helin                                            |
| 190283 -      | 1991 RE3               | 12 de setembre de 1991 | Tautenburg Observatory | F. Börngen, L. D. Schmadel                             |
| 190284 -      | 1991 TN16              | 6 d'octubre de 1991    | Palomar                | A. Lowe                                                |
| 190285 -      | 1993 FH8               | 17 de març de 1993     | La Silla               | UESAC                                                  |
| 190286 -      | 1993 FV9               | 17 de març de 1993     | La Silla               | UESAC                                                  |
| 190287 -      | 1993 FR54              | 17 de març de 1993     | La Silla               | UESAC                                                  |
| 190288 -      | 1994 PG12              | 10 d'agost de 1994     | La Silla               | E. W. Elst                                             |
| 190289 -      | 1994 PR15              | 10 d'agost de 1994     | La Silla               | E. W. Elst                                             |
| 190290 -      | 1994 SZ                | 27 de setembre de 1994 | Kitt Peak              | Spacewatch                                             |
| 190291 -      | 1995 OD6               | 22 de juliol de 1995   | Kitt Peak              | Spacewatch                                             |
| 190292 -      | 1995 OO7               | 24 de juliol de 1995   | Kitt Peak              | Spacewatch                                             |
| 190293 -      | 1995 OU10              | 22 de juliol de 1995   | Kitt Peak              | Spacewatch                                             |
| 190294 -      | 1995 QC6               | 22 d'agost de 1995     | Kitt Peak              | Spacewatch                                             |
| 190295 -      | 1995 SQ27              | 19 de setembre de 1995 | Kitt Peak              | Spacewatch                                             |
| 190296 -      | 1995 SG46              | 26 de setembre de 1995 | Kitt Peak              | Spacewatch                                             |
| 190297 -      | 1995 UL43              | 24 d'octubre de 1995   | Kitt Peak              | Spacewatch                                             |
| 190298 -      | 1995 WW33              | 20 de novembre de 1995 | Kitt Peak              | Spacewatch                                             |
| 190299 -      | 1996 AK3               | 13 de gener de 1996    | Kiso                   | Kiso                                                   |
| 190300 -      | 1996 RV                | 10 de setembre de 1996 | Haleakala              | NEAT                                                   |
| 190301-190400 |                        |                        |                        |                                                        |
| 190301 -      | 1996 RA14              | 8 de setembre de 1996  | Kitt Peak              | Spacewatch                                             |
| 190302 -      | 1996 XE21              | 7 de desembre de 1996  | Kitt Peak              | Spacewatch                                             |
| 190303 -      | 1997 AH10              | 9 de gener de 1997     | Kitt Peak              | Spacewatch                                             |
| 190304 -      | 1997 EP4               | 2 de març de 1997      | Kitt Peak              | Spacewatch                                             |
| 190305 -      | 1997 LJ1               | 1 de juny de 1997      | Kitt Peak              | Spacewatch                                             |
| 190306 -      | 1997 MB6               | 26 de juny de 1997     | Kitt Peak              | Spacewatch                                             |
| 190307 -      | 1997 RA13              | 6 de setembre de 1997  | Caussols               | ODAS                                                   |
| 190308 -      | 1997 SZ5               | 23 de setembre de 1997 | Kitt Peak              | Spacewatch                                             |
| 190309 -      | 1997 SX13              | 28 de setembre de 1997 | Kitt Peak              | Spacewatch                                             |
| 190310 -      | 1997 TW                | 2 d'octubre de 1997    | Sormano                | V. Giuliani                                            |
| 190311 -      | 1997 TM2               | 3 d'octubre de 1997    | Caussols               | ODAS                                                   |
| 190312 -      | 1997 TK27              | 3 d'octubre de 1997    | Caussols               | ODAS                                                   |
| 190313 -      | 1997 UP12              | 23 d'octubre de 1997   | Kitt Peak              | Spacewatch                                             |
| 190314 -      | 1997 VU1               | 1 de novembre de 1997  | Ondřejov               | P. Pravec, L. Šarounová                                |
| 190315 -      | 1997 VY4               | 5 de novembre de 1997  | Nachi-Katsuura         | Y. Shimizu, T. Urata                                   |
| 190316 -      | 1997 WC22              | 28 de novembre de 1997 | Xinglong               | Beijing Schmidt CCD Asteroid Program                   |
| 190317 -      | 1997 XU13              | 4 de desembre de 1997  | La Silla               | Uppsala-DLR Trojan Survey                              |
| 190318 -      | 1998 DN24              | 22 de febrer de 1998   | Kitt Peak              | Spacewatch                                             |
| 190319 -      | 1998 FN29              | 20 de març de 1998     | Socorro                | LINEAR                                                 |
| 190320 -      | 1998 HD33              | 20 d'abril de 1998     | Socorro                | LINEAR                                                 |
| 190321 -      | 1998 HH42              | 24 d'abril de 1998     | Kitt Peak              | Spacewatch                                             |
| 190322 -      | 1998 HZ83              | 21 d'abril de 1998     | Socorro                | LINEAR                                                 |
| 190323 -      | 1998 KR5               | 19 de maig de 1998     | Kitt Peak              | Spacewatch                                             |
| 190324 -      | 1998 OC13              | 26 de juliol de 1998   | La Silla               | E. W. Elst                                             |
| 190325 -      | 1998 QQ60              | 27 d'agost de 1998     | Ondřejov               | L. Šarounová                                           |
| 190326 -      | 1998 QD69              | 24 d'agost de 1998     | Socorro                | LINEAR                                                 |
| 190327 -      | 1998 QE85              | 24 d'agost de 1998     | Socorro                | LINEAR                                                 |
| 190328 -      | 1998 RA12              | 13 de setembre de 1998 | Kitt Peak              | Spacewatch                                             |
| 190329 -      | 1998 RK14              | 14 de setembre de 1998 | Kitt Peak              | Spacewatch                                             |
| 190330 -      | 1998 RO25              | 14 de setembre de 1998 | Socorro                | LINEAR                                                 |
| 190331 -      | 1998 RL41              | 14 de setembre de 1998 | Socorro                | LINEAR                                                 |
| 190332 -      | 1998 RC60              | 14 de setembre de 1998 | Socorro                | LINEAR                                                 |
| 190333 -      | 1998 SX14              | 23 de setembre de 1998 | Kleť                   | Kleť                                                   |
| 190334 -      | 1998 SM59              | 17 de setembre de 1998 | Anderson Mesa          | LONEOS                                                 |
| 190335 -      | 1998 SJ76              | 19 de setembre de 1998 | Socorro                | LINEAR                                                 |
| 190336 -      | 1998 SD83              | 26 de setembre de 1998 | Socorro                | LINEAR                                                 |
| 190337 -      | 1998 SS96              | 26 de setembre de 1998 | Socorro                | LINEAR                                                 |
| 190338 -      | 1998 SZ108             | 26 de setembre de 1998 | Socorro                | LINEAR                                                 |
| 190339 -      | 1998 SC117             | 26 de setembre de 1998 | Socorro                | LINEAR                                                 |
| 190340 -      | 1998 SX168             | 18 de setembre de 1998 | Anderson Mesa          | LONEOS                                                 |
| 190341 -      | 1998 TS15              | 15 d'octubre de 1998   | Caussols               | ODAS                                                   |
| 190342 -      | 1998 TJ20              | 13 d'octubre de 1998   | Kitt Peak              | Spacewatch                                             |
| 190343 -      | 1998 TZ24              | 14 d'octubre de 1998   | Kitt Peak              | Spacewatch                                             |
| 190344 -      | 1998 TO29              | 15 d'octubre de 1998   | Kitt Peak              | Spacewatch                                             |
| 190345 -      | 1998 UR14              | 23 d'octubre de 1998   | Kitt Peak              | Spacewatch                                             |
| 190346 -      | 1998 UG33              | 28 d'octubre de 1998   | Socorro                | LINEAR                                                 |
| 190347 -      | 1998 VD19              | 10 de novembre de 1998 | Socorro                | LINEAR                                                 |
| 190348 -      | 1998 VE28              | 10 de novembre de 1998 | Socorro                | LINEAR                                                 |
| 190349 -      | 1998 WL7               | 23 de novembre de 1998 | Socorro                | LINEAR                                                 |
| 190350 -      | 1998 WD28              | 18 de novembre de 1998 | Kitt Peak              | Spacewatch                                             |
| 190351 -      | 1998 XV1               | 7 de desembre de 1998  | Caussols               | ODAS                                                   |
| 190352 -      | 1998 XC23              | 11 de desembre de 1998 | Kitt Peak              | Spacewatch                                             |
| 190353 -      | 1998 XK99              | 15 de desembre de 1998 | Caussols               | ODAS                                                   |
| 190354 -      | 1998 YC20              | 25 de desembre de 1998 | Kitt Peak              | Spacewatch                                             |
| 190355 -      | 1999 AR6               | 9 de gener de 1999     | Farra d'Isonzo         | Farra d'Isonzo                                         |
| 190356 -      | 1999 BY28              | 18 de gener de 1999    | Kitt Peak              | Spacewatch                                             |
| 190357 -      | 1999 CG11              | 12 de febrer de 1999   | Socorro                | LINEAR                                                 |
| 190358 -      | 1999 CC147             | 9 de febrer de 1999    | Kitt Peak              | Spacewatch                                             |
| 190359 -      | 1999 FJ3               | 19 de març de 1999     | Socorro                | LINEAR                                                 |
| 190360 -      | 1999 FL70              | 20 de març de 1999     | Apache Point           | SDSS                                                   |
| 190361 -      | 1999 FM82              | 20 de març de 1999     | Apache Point           | SDSS                                                   |
| 190362 -      | 1999 JX99              | 12 de maig de 1999     | Socorro                | LINEAR                                                 |
| 190363 -      | 1999 JL134             | 15 de maig de 1999     | Catalina               | CSS                                                    |
| 190364 -      | 1999 LJ4               | 10 de juny de 1999     | Socorro                | LINEAR                                                 |
| 190365 -      | 1999 RS23              | 7 de setembre de 1999  | Socorro                | LINEAR                                                 |
| 190366 -      | 1999 RW39              | 12 de setembre de 1999 | Catalina               | CSS                                                    |
| 190367 -      | 1999 RE54              | 7 de setembre de 1999  | Socorro                | LINEAR                                                 |
| 190368 -      | 1999 RR56              | 11 de setembre de 1999 | Socorro                | LINEAR                                                 |
| 190369 -      | 1999 RT72              | 7 de setembre de 1999  | Socorro                | LINEAR                                                 |
| 190370 -      | 1999 RZ78              | 7 de setembre de 1999  | Socorro                | LINEAR                                                 |
| 190371 -      | 1999 RX81              | 7 de setembre de 1999  | Socorro                | LINEAR                                                 |
| 190372 -      | 1999 RW82              | 7 de setembre de 1999  | Socorro                | LINEAR                                                 |
| 190373 -      | 1999 RY84              | 7 de setembre de 1999  | Socorro                | LINEAR                                                 |
| 190374 -      | 1999 RG86              | 7 de setembre de 1999  | Socorro                | LINEAR                                                 |
| 190375 -      | 1999 RY98              | 7 de setembre de 1999  | Socorro                | LINEAR                                                 |
| 190376 -      | 1999 RE104             | 8 de setembre de 1999  | Socorro                | LINEAR                                                 |
| 190377 -      | 1999 RE107             | 8 de setembre de 1999  | Socorro                | LINEAR                                                 |
| 190378 -      | 1999 RN108             | 8 de setembre de 1999  | Socorro                | LINEAR                                                 |
| 190379 -      | 1999 RQ123             | 9 de setembre de 1999  | Socorro                | LINEAR                                                 |
| 190380 -      | 1999 RS123             | 9 de setembre de 1999  | Socorro                | LINEAR                                                 |
| 190381 -      | 1999 RJ132             | 9 de setembre de 1999  | Socorro                | LINEAR                                                 |
| 190382 -      | 1999 RY134             | 9 de setembre de 1999  | Socorro                | LINEAR                                                 |
| 190383 -      | 1999 RN151             | 9 de setembre de 1999  | Socorro                | LINEAR                                                 |
| 190384 -      | 1999 RZ181             | 9 de setembre de 1999  | Socorro                | LINEAR                                                 |
| 190385 -      | 1999 RP202             | 8 de setembre de 1999  | Socorro                | LINEAR                                                 |
| 190386 -      | 1999 RU202             | 8 de setembre de 1999  | Socorro                | LINEAR                                                 |
| 190387 -      | 1999 RL209             | 8 de setembre de 1999  | Socorro                | LINEAR                                                 |
| 190388 -      | 1999 RW247             | 5 de setembre de 1999  | Kitt Peak              | Spacewatch                                             |
| 190389 -      | 1999 SC15              | 29 de setembre de 1999 | Catalina               | CSS                                                    |
| 190390 -      | 1999 TD60              | 7 d'octubre de 1999    | Kitt Peak              | Spacewatch                                             |
| 190391 -      | 1999 TL77              | 10 d'octubre de 1999   | Kitt Peak              | Spacewatch                                             |
| 190392 -      | 1999 TL82              | 12 d'octubre de 1999   | Kitt Peak              | Spacewatch                                             |
| 190393 -      | 1999 TO101             | 2 d'octubre de 1999    | Socorro                | LINEAR                                                 |
| 190394 -      | 1999 TS108             | 4 d'octubre de 1999    | Socorro                | LINEAR                                                 |
| 190395 -      | 1999 TR109             | 4 d'octubre de 1999    | Socorro                | LINEAR                                                 |
| 190396 -      | 1999 TZ124             | 4 d'octubre de 1999    | Socorro                | LINEAR                                                 |
| 190397 -      | 1999 TZ138             | 6 d'octubre de 1999    | Socorro                | LINEAR                                                 |
| 190398 -      | 1999 TE142             | 7 d'octubre de 1999    | Socorro                | LINEAR                                                 |
| 190399 -      | 1999 TQ144             | 7 d'octubre de 1999    | Socorro                | LINEAR                                                 |
| 190400 -      | 1999 TG145             | 7 d'octubre de 1999    | Socorro                | LINEAR                                                 |
| 190401-190500 |                        |                        |                        |                                                        |
| 190401 -      | 1999 TL145             | 7 d'octubre de 1999    | Socorro                | LINEAR                                                 |
| 190402 -      | 1999 TK168             | 10 d'octubre de 1999   | Socorro                | LINEAR                                                 |
| 190403 -      | 1999 TV191             | 12 d'octubre de 1999   | Socorro                | LINEAR                                                 |
| 190404 -      | 1999 TA192             | 12 d'octubre de 1999   | Socorro                | LINEAR                                                 |
| 190405 -      | 1999 TF193             | 12 d'octubre de 1999   | Socorro                | LINEAR                                                 |
| 190406 -      | 1999 TR194             | 12 d'octubre de 1999   | Socorro                | LINEAR                                                 |
| 190407 -      | 1999 TK231             | 5 d'octubre de 1999    | Catalina               | CSS                                                    |
| 190408 -      | 1999 TM245             | 7 d'octubre de 1999    | Catalina               | CSS                                                    |
| 190409 -      | 1999 TR246             | 6 d'octubre de 1999    | Socorro                | LINEAR                                                 |
| 190410 -      | 1999 TX253             | 11 d'octubre de 1999   | Kitt Peak              | Spacewatch                                             |
| 190411 -      | 1999 TF254             | 12 d'octubre de 1999   | Kitt Peak              | Spacewatch                                             |
| 190412 -      | 1999 TN267             | 3 d'octubre de 1999    | Socorro                | LINEAR                                                 |
| 190413 -      | 1999 TN284             | 9 d'octubre de 1999    | Socorro                | LINEAR                                                 |
| 190414 -      | 1999 TF319             | 9 d'octubre de 1999    | Socorro                | LINEAR                                                 |
| 190415 -      | 1999 UP1               | 17 d'octubre de 1999   | Heppenheim             | Starkenburg                                            |
| 190416 -      | 1999 UH8               | 29 d'octubre de 1999   | Catalina               | CSS                                                    |
| 190417 -      | 1999 UU12              | 29 d'octubre de 1999   | Catalina               | CSS                                                    |
| 190418 -      | 1999 UO35              | 31 d'octubre de 1999   | Catalina               | CSS                                                    |
| 190419 -      | 1999 VO54              | 4 de novembre de 1999  | Socorro                | LINEAR                                                 |
| 190420 -      | 1999 VZ70              | 4 de novembre de 1999  | Socorro                | LINEAR                                                 |
| 190421 -      | 1999 VN79              | 4 de novembre de 1999  | Socorro                | LINEAR                                                 |
| 190422 -      | 1999 VG92              | 9 de novembre de 1999  | Socorro                | LINEAR                                                 |
| 190423 -      | 1999 VZ107             | 9 de novembre de 1999  | Socorro                | LINEAR                                                 |
| 190424 -      | 1999 VA114             | 9 de novembre de 1999  | Catalina               | CSS                                                    |
| 190425 -      | 1999 VM137             | 12 de novembre de 1999 | Socorro                | LINEAR                                                 |
| 190426 -      | 1999 VW138             | 9 de novembre de 1999  | Kitt Peak              | Spacewatch                                             |
| 190427 -      | 1999 VV150             | 14 de novembre de 1999 | Socorro                | LINEAR                                                 |
| 190428 -      | 1999 VS159             | 14 de novembre de 1999 | Socorro                | LINEAR                                                 |
| 190429 -      | 1999 VB180             | 6 de novembre de 1999  | Socorro                | LINEAR                                                 |
| 190430 -      | 1999 VB189             | 15 de novembre de 1999 | Socorro                | LINEAR                                                 |
| 190431 -      | 1999 VZ194             | 3 de novembre de 1999  | Socorro                | LINEAR                                                 |
| 190432 -      | 1999 WO17              | 30 de novembre de 1999 | Kitt Peak              | Spacewatch                                             |
| 190433 -      | 1999 XC59              | 7 de desembre de 1999  | Socorro                | LINEAR                                                 |
| 190434 -      | 1999 XX78              | 7 de desembre de 1999  | Socorro                | LINEAR                                                 |
| 190435 -      | 1999 XN146             | 7 de desembre de 1999  | Kitt Peak              | Spacewatch                                             |
| 190436 -      | 1999 XT181             | 12 de desembre de 1999 | Socorro                | LINEAR                                                 |
| 190437 -      | 1999 XS182             | 12 de desembre de 1999 | Socorro                | LINEAR                                                 |
| 190438 -      | 1999 XD193             | 12 de desembre de 1999 | Socorro                | LINEAR                                                 |
| 190439 -      | 1999 XQ203             | 12 de desembre de 1999 | Socorro                | LINEAR                                                 |
| 190440 -      | 1999 XV217             | 13 de desembre de 1999 | Kitt Peak              | Spacewatch                                             |
| 190441 -      | 1999 XB220             | 12 de desembre de 1999 | Socorro                | LINEAR                                                 |
| 190442 -      | 1999 XE225             | 13 de desembre de 1999 | Kitt Peak              | Spacewatch                                             |
| 190443 -      | 1999 XS246             | 5 de desembre de 1999  | Kitt Peak              | Spacewatch                                             |
| 190444 -      | 1999 YM9               | 31 de desembre de 1999 | Oizumi                 | T. Kobayashi                                           |
| 190445 -      | 1999 YB10              | 27 de desembre de 1999 | Kitt Peak              | Spacewatch                                             |
| 190446 -      | 2000 AL8               | 2 de gener de 2000     | Socorro                | LINEAR                                                 |
| 190447 -      | 2000 AR11              | 3 de gener de 2000     | Socorro                | LINEAR                                                 |
| 190448 -      | 2000 AO35              | 3 de gener de 2000     | Socorro                | LINEAR                                                 |
| 190449 -      | 2000 AO52              | 4 de gener de 2000     | Socorro                | LINEAR                                                 |
| 190450 -      | 2000 AZ78              | 5 de gener de 2000     | Socorro                | LINEAR                                                 |
| 190451 -      | 2000 AX146             | 7 de gener de 2000     | Socorro                | LINEAR                                                 |
| 190452 -      | 2000 AS211             | 5 de gener de 2000     | Kitt Peak              | Spacewatch                                             |
| 190453 -      | 2000 AQ235             | 5 de gener de 2000     | Socorro                | LINEAR                                                 |
| 190454 -      | 2000 BR12              | 28 de gener de 2000    | Kitt Peak              | Spacewatch                                             |
| 190455 -      | 2000 BU13              | 29 de gener de 2000    | Kitt Peak              | Spacewatch                                             |
| 190456 -      | 2000 BC32              | 30 de gener de 2000    | Catalina               | CSS                                                    |
| 190457 -      | 2000 BR32              | 28 de gener de 2000    | Kitt Peak              | Spacewatch                                             |
| 190458 -      | 2000 BG40              | 29 de gener de 2000    | Kitt Peak              | Spacewatch                                             |
| 190459 -      | 2000 CN7               | 2 de febrer de 2000    | Socorro                | LINEAR                                                 |
| 190460 -      | 2000 CO9               | 2 de febrer de 2000    | Socorro                | LINEAR                                                 |
| 190461 -      | 2000 CP39              | 3 de febrer de 2000    | Višnjan Observatory    | K. Korlević                                            |
| 190462 -      | 2000 CY41              | 2 de febrer de 2000    | Socorro                | LINEAR                                                 |
| 190463 -      | 2000 CE57              | 5 de febrer de 2000    | Socorro                | LINEAR                                                 |
| 190464 -      | 2000 CU59              | 2 de febrer de 2000    | Socorro                | LINEAR                                                 |
| 190465 -      | 2000 CS78              | 8 de febrer de 2000    | Kitt Peak              | Spacewatch                                             |
| 190466 -      | 2000 CH102             | 2 de febrer de 2000    | Socorro                | LINEAR                                                 |
| 190467 -      | 2000 CP111             | 6 de febrer de 2000    | Catalina               | CSS                                                    |
| 190468 -      | 2000 CQ138             | 5 de febrer de 2000    | Kitt Peak              | Spacewatch                                             |
| 190469 -      | 2000 DC10              | 26 de febrer de 2000   | Kitt Peak              | Spacewatch                                             |
| 190470 -      | 2000 DX10              | 26 de febrer de 2000   | Kitt Peak              | Spacewatch                                             |
| 190471 -      | 2000 DG27              | 29 de febrer de 2000   | Socorro                | LINEAR                                                 |
| 190472 -      | 2000 DF44              | 29 de febrer de 2000   | Socorro                | LINEAR                                                 |
| 190473 -      | 2000 DT46              | 29 de febrer de 2000   | Socorro                | LINEAR                                                 |
| 190474 -      | 2000 DL52              | 29 de febrer de 2000   | Socorro                | LINEAR                                                 |
| 190475 -      | 2000 DR64              | 29 de febrer de 2000   | Socorro                | LINEAR                                                 |
| 190476 -      | 2000 DZ70              | 29 de febrer de 2000   | Socorro                | LINEAR                                                 |
| 190477 -      | 2000 DX88              | 25 de febrer de 2000   | Kitt Peak              | Spacewatch                                             |
| 190478 -      | 2000 DW96              | 29 de febrer de 2000   | Socorro                | LINEAR                                                 |
| 190479 -      | 2000 DA97              | 29 de febrer de 2000   | Socorro                | LINEAR                                                 |
| 190480 -      | 2000 DG109             | 29 de febrer de 2000   | Socorro                | LINEAR                                                 |
| 190481 -      | 2000 DN111             | 29 de febrer de 2000   | Socorro                | LINEAR                                                 |
| 190482 -      | 2000 DU113             | 27 de febrer de 2000   | Kitt Peak              | Spacewatch                                             |
| 190483 -      | 2000 EC2               | 3 de març de 2000      | Socorro                | LINEAR                                                 |
| 190484 -      | 2000 ET2               | 3 de març de 2000      | Socorro                | LINEAR                                                 |
| 190485 -      | 2000 EE3               | 3 de març de 2000      | Socorro                | LINEAR                                                 |
| 190486 -      | 2000 EO9               | 3 de març de 2000      | Socorro                | LINEAR                                                 |
| 190487 -      | 2000 EM10              | 3 de març de 2000      | Socorro                | LINEAR                                                 |
| 190488 -      | 2000 EF58              | 8 de març de 2000      | Socorro                | LINEAR                                                 |
| 190489 -      | 2000 EW61              | 10 de març de 2000     | Socorro                | LINEAR                                                 |
| 190490 -      | 2000 EU172             | 1 de març de 2000      | Kitt Peak              | Spacewatch                                             |
| 190491 -      | 2000 FJ10              | 25 de març de 2000     | Kitt Peak              | Spacewatch                                             |
| 190492 -      | 2000 FL42              | 29 de març de 2000     | Socorro                | LINEAR                                                 |
| 190493 -      | 2000 GO11              | 5 d'abril de 2000      | Socorro                | LINEAR                                                 |
| 190494 -      | 2000 GG42              | 5 d'abril de 2000      | Socorro                | LINEAR                                                 |
| 190495 -      | 2000 GN45              | 5 d'abril de 2000      | Socorro                | LINEAR                                                 |
| 190496 -      | 2000 GC55              | 5 d'abril de 2000      | Socorro                | LINEAR                                                 |
| 190497 -      | 2000 GT101             | 7 d'abril de 2000      | Socorro                | LINEAR                                                 |
| 190498 -      | 2000 GB111             | 2 d'abril de 2000      | Anderson Mesa          | LONEOS                                                 |
| 190499 -      | 2000 GP111             | 3 d'abril de 2000      | Anderson Mesa          | LONEOS                                                 |
| 190500 -      | 2000 GX111             | 3 d'abril de 2000      | Anderson Mesa          | LONEOS                                                 |
| 190501-190600 |                        |                        |                        |                                                        |
| 190501 -      | 2000 GV145             | 12 d'abril de 2000     | Kitt Peak              | Spacewatch                                             |
| 190502 -      | 2000 GT170             | 5 d'abril de 2000      | Anderson Mesa          | LONEOS                                                 |
| 190503 -      | 2000 GT177             | 3 d'abril de 2000      | Kitt Peak              | Spacewatch                                             |
| 190504 -      | 2000 HE                | 22 d'abril de 2000     | Piszkéstető            | K. Sárneczky, G. Szabó                                 |
| 190505 -      | 2000 HS4               | 27 d'abril de 2000     | Kitt Peak              | Spacewatch                                             |
| 190506 -      | 2000 HO18              | 25 d'abril de 2000     | Kitt Peak              | Spacewatch                                             |
| 190507 -      | 2000 HU26              | 24 d'abril de 2000     | Anderson Mesa          | LONEOS                                                 |
| 190508 -      | 2000 HM43              | 29 d'abril de 2000     | Kitt Peak              | Spacewatch                                             |
| 190509 -      | 2000 HX47              | 29 d'abril de 2000     | Socorro                | LINEAR                                                 |
| 190510 -      | 2000 HH60              | 25 d'abril de 2000     | Anderson Mesa          | LONEOS                                                 |
| 190511 -      | 2000 HL72              | 25 d'abril de 2000     | Anderson Mesa          | LONEOS                                                 |
| 190512 -      | 2000 JE22              | 6 de maig de 2000      | Socorro                | LINEAR                                                 |
| 190513 -      | 2000 JP25              | 7 de maig de 2000      | Socorro                | LINEAR                                                 |
| 190514 -      | 2000 JO42              | 7 de maig de 2000      | Socorro                | LINEAR                                                 |
| 190515 -      | 2000 JO49              | 9 de maig de 2000      | Socorro                | LINEAR                                                 |
| 190516 -      | 2000 JT73              | 2 de maig de 2000      | Anderson Mesa          | LONEOS                                                 |
| 190517 -      | 2000 KE8               | 27 de maig de 2000     | Socorro                | LINEAR                                                 |
| 190518 -      | 2000 KF43              | 26 de maig de 2000     | Kitt Peak              | Spacewatch                                             |
| 190519 -      | 2000 NR17              | 5 de juliol de 2000    | Anderson Mesa          | LONEOS                                                 |
| 190520 -      | 2000 PN26              | 5 d'agost de 2000      | Haleakala              | NEAT                                                   |
| 190521 -      | 2000 QV21              | 24 d'agost de 2000     | Socorro                | LINEAR                                                 |
| 190522 -      | 2000 QM44              | 24 d'agost de 2000     | Socorro                | LINEAR                                                 |
| 190523 -      | 2000 QK93              | 25 d'agost de 2000     | Socorro                | LINEAR                                                 |
| 190524 -      | 2000 QJ108             | 29 d'agost de 2000     | Socorro                | LINEAR                                                 |
| 190525 -      | 2000 QX124             | 29 d'agost de 2000     | Socorro                | LINEAR                                                 |
| 190526 -      | 2000 QC170             | 31 d'agost de 2000     | Socorro                | LINEAR                                                 |
| 190527 -      | 2000 QB180             | 29 d'agost de 2000     | Socorro                | LINEAR                                                 |
| 190528 -      | 2000 QQ181             | 31 d'agost de 2000     | Socorro                | LINEAR                                                 |
| 190529 -      | 2000 QD184             | 26 d'agost de 2000     | Socorro                | LINEAR                                                 |
| 190530 -      | 2000 QS189             | 26 d'agost de 2000     | Socorro                | LINEAR                                                 |
| 190531 -      | 2000 QS194             | 31 d'agost de 2000     | Socorro                | LINEAR                                                 |
| 190532 -      | 2000 QX215             | 31 d'agost de 2000     | Socorro                | LINEAR                                                 |
| 190533 -      | 2000 RN5               | 1 de setembre de 2000  | Socorro                | LINEAR                                                 |
| 190534 -      | 2000 RH8               | 1 de setembre de 2000  | Socorro                | LINEAR                                                 |
| 190535 -      | 2000 RM28              | 1 de setembre de 2000  | Socorro                | LINEAR                                                 |
| 190536 -      | 2000 RQ35              | 2 de setembre de 2000  | Socorro                | LINEAR                                                 |
| 190537 -      | 2000 RS45              | 3 de setembre de 2000  | Socorro                | LINEAR                                                 |
| 190538 -      | 2000 RS48              | 3 de setembre de 2000  | Socorro                | LINEAR                                                 |
| 190539 -      | 2000 RX60              | 6 de setembre de 2000  | Socorro                | LINEAR                                                 |
| 190540 -      | 2000 RE67              | 1 de setembre de 2000  | Socorro                | LINEAR                                                 |
| 190541 -      | 2000 RO77              | 8 de setembre de 2000  | Socorro                | LINEAR                                                 |
| 190542 -      | 2000 RR78              | 8 de setembre de 2000  | Kitt Peak              | Spacewatch                                             |
| 190543 -      | 2000 RM80              | 1 de setembre de 2000  | Socorro                | LINEAR                                                 |
| 190544 -      | 2000 RQ87              | 2 de setembre de 2000  | Anderson Mesa          | LONEOS                                                 |
| 190545 -      | 2000 RZ89              | 3 de setembre de 2000  | Socorro                | LINEAR                                                 |
| 190546 -      | 2000 SW14              | 23 de setembre de 2000 | Socorro                | LINEAR                                                 |
| 190547 -      | 2000 SA19              | 23 de setembre de 2000 | Socorro                | LINEAR                                                 |
| 190548 -      | 2000 SU28              | 23 de setembre de 2000 | Socorro                | LINEAR                                                 |
| 190549 -      | 2000 SP37              | 24 de setembre de 2000 | Socorro                | LINEAR                                                 |
| 190550 -      | 2000 SD44              | 24 de setembre de 2000 | Socorro                | LINEAR                                                 |
| 190551 -      | 2000 SK48              | 23 de setembre de 2000 | Socorro                | LINEAR                                                 |
| 190552 -      | 2000 SV49              | 23 de setembre de 2000 | Socorro                | LINEAR                                                 |
| 190553 -      | 2000 SB65              | 24 de setembre de 2000 | Socorro                | LINEAR                                                 |
| 190554 -      | 2000 SU65              | 24 de setembre de 2000 | Socorro                | LINEAR                                                 |
| 190555 -      | 2000 SY67              | 24 de setembre de 2000 | Socorro                | LINEAR                                                 |
| 190556 -      | 2000 SV73              | 24 de setembre de 2000 | Socorro                | LINEAR                                                 |
| 190557 -      | 2000 SH77              | 24 de setembre de 2000 | Socorro                | LINEAR                                                 |
| 190558 -      | 2000 SE78              | 24 de setembre de 2000 | Socorro                | LINEAR                                                 |
| 190559 -      | 2000 SK79              | 24 de setembre de 2000 | Socorro                | LINEAR                                                 |
| 190560 -      | 2000 SU86              | 24 de setembre de 2000 | Socorro                | LINEAR                                                 |
| 190561 -      | 2000 SY99              | 23 de setembre de 2000 | Socorro                | LINEAR                                                 |
| 190562 -      | 2000 SP106             | 24 de setembre de 2000 | Socorro                | LINEAR                                                 |
| 190563 -      | 2000 SL123             | 24 de setembre de 2000 | Socorro                | LINEAR                                                 |
| 190564 -      | 2000 SU128             | 24 de setembre de 2000 | Socorro                | LINEAR                                                 |
| 190565 -      | 2000 SU131             | 22 de setembre de 2000 | Socorro                | LINEAR                                                 |
| 190566 -      | 2000 SJ132             | 22 de setembre de 2000 | Socorro                | LINEAR                                                 |
| 190567 -      | 2000 SL137             | 23 de setembre de 2000 | Socorro                | LINEAR                                                 |
| 190568 -      | 2000 SQ183             | 20 de setembre de 2000 | Haleakala              | NEAT                                                   |
| 190569 -      | 2000 SY190             | 23 de setembre de 2000 | Socorro                | LINEAR                                                 |
| 190570 -      | 2000 SO203             | 24 de setembre de 2000 | Socorro                | LINEAR                                                 |
| 190571 -      | 2000 SH206             | 24 de setembre de 2000 | Socorro                | LINEAR                                                 |
| 190572 -      | 2000 SK209             | 25 de setembre de 2000 | Socorro                | LINEAR                                                 |
| 190573 -      | 2000 SN211             | 25 de setembre de 2000 | Socorro                | LINEAR                                                 |
| 190574 -      | 2000 SR227             | 27 de setembre de 2000 | Socorro                | LINEAR                                                 |
| 190575 -      | 2000 SC243             | 24 de setembre de 2000 | Socorro                | LINEAR                                                 |
| 190576 -      | 2000 SZ270             | 27 de setembre de 2000 | Socorro                | LINEAR                                                 |
| 190577 -      | 2000 SE272             | 28 de setembre de 2000 | Socorro                | LINEAR                                                 |
| 190578 -      | 2000 SQ274             | 28 de setembre de 2000 | Socorro                | LINEAR                                                 |
| 190579 -      | 2000 SB287             | 26 de setembre de 2000 | Socorro                | LINEAR                                                 |
| 190580 -      | 2000 SB295             | 27 de setembre de 2000 | Socorro                | LINEAR                                                 |
| 190581 -      | 2000 SE296             | 27 de setembre de 2000 | Socorro                | LINEAR                                                 |
| 190582 -      | 2000 SO299             | 28 de setembre de 2000 | Socorro                | LINEAR                                                 |
| 190583 -      | 2000 SD309             | 30 de setembre de 2000 | Socorro                | LINEAR                                                 |
| 190584 -      | 2000 SH311             | 26 de setembre de 2000 | Socorro                | LINEAR                                                 |
| 190585 -      | 2000 SF339             | 25 de setembre de 2000 | Socorro                | LINEAR                                                 |
| 190586 -      | 2000 SX354             | 29 de setembre de 2000 | Anderson Mesa          | LONEOS                                                 |
| 190587 -      | 2000 SQ361             | 23 de setembre de 2000 | Anderson Mesa          | LONEOS                                                 |
| 190588 -      | 2000 SN363             | 22 de setembre de 2000 | Anderson Mesa          | LONEOS                                                 |
| 190589 -      | 2000 TY3               | 1 d'octubre de 2000    | Socorro                | LINEAR                                                 |
| 190590 -      | 2000 TU10              | 1 d'octubre de 2000    | Socorro                | LINEAR                                                 |
| 190591 -      | 2000 TA15              | 1 d'octubre de 2000    | Socorro                | LINEAR                                                 |
| 190592 -      | 2000 TQ35              | 6 d'octubre de 2000    | Anderson Mesa          | LONEOS                                                 |
| 190593 -      | 2000 TH44              | 1 d'octubre de 2000    | Socorro                | LINEAR                                                 |
| 190594 -      | 2000 TY61              | 2 d'octubre de 2000    | Anderson Mesa          | LONEOS                                                 |
| 190595 -      | 2000 TP62              | 2 d'octubre de 2000    | Socorro                | LINEAR                                                 |
| 190596 -      | 2000 UP2               | 23 d'octubre de 2000   | Desert Beaver          | W. K. Y. Yeung                                         |
| 190597 -      | 2000 UD24              | 24 d'octubre de 2000   | Socorro                | LINEAR                                                 |
| 190598 -      | 2000 UY45              | 24 d'octubre de 2000   | Socorro                | LINEAR                                                 |
| 190599 -      | 2000 UR50              | 24 d'octubre de 2000   | Socorro                | LINEAR                                                 |
| 190600 -      | 2000 UL70              | 25 d'octubre de 2000   | Socorro                | LINEAR                                                 |
| 190601-190700 |                        |                        |                        |                                                        |
| 190601 -      | 2000 UP75              | 31 d'octubre de 2000   | Socorro                | LINEAR                                                 |
| 190602 -      | 2000 UZ79              | 24 d'octubre de 2000   | Socorro                | LINEAR                                                 |
| 190603 -      | 2000 UV80              | 24 d'octubre de 2000   | Socorro                | LINEAR                                                 |
| 190604 -      | 2000 UG89              | 31 d'octubre de 2000   | Socorro                | LINEAR                                                 |
| 190605 -      | 2000 UX91              | 25 d'octubre de 2000   | Socorro                | LINEAR                                                 |
| 190606 -      | 2000 UO99              | 25 d'octubre de 2000   | Socorro                | LINEAR                                                 |
| 190607 -      | 2000 UJ109             | 31 d'octubre de 2000   | Socorro                | LINEAR                                                 |
| 190608 -      | 2000 VD24              | 1 de novembre de 2000  | Socorro                | LINEAR                                                 |
| 190609 -      | 2000 VH24              | 1 de novembre de 2000  | Socorro                | LINEAR                                                 |
| 190610 -      | 2000 VY36              | 1 de novembre de 2000  | Socorro                | LINEAR                                                 |
| 190611 -      | 2000 VN38              | 1 de novembre de 2000  | Kitt Peak              | Spacewatch                                             |
| 190612 -      | 2000 VZ46              | 3 de novembre de 2000  | Socorro                | LINEAR                                                 |
| 190613 -      | 2000 VJ49              | 2 de novembre de 2000  | Socorro                | LINEAR                                                 |
| 190614 -      | 2000 VJ54              | 3 de novembre de 2000  | Socorro                | LINEAR                                                 |
| 190615 -      | 2000 VN59              | 6 de novembre de 2000  | Socorro                | LINEAR                                                 |
| 190616 -      | 2000 WA7               | 19 de novembre de 2000 | Socorro                | LINEAR                                                 |
| 190617 -      | 2000 WT9               | 19 de novembre de 2000 | Drebach                | J. Kandler                                             |
| 190618 -      | 2000 WM18              | 21 de novembre de 2000 | Socorro                | LINEAR                                                 |
| 190619 -      | 2000 WM25              | 21 de novembre de 2000 | Socorro                | LINEAR                                                 |
| 190620 -      | 2000 WC39              | 20 de novembre de 2000 | Socorro                | LINEAR                                                 |
| 190621 -      | 2000 WJ46              | 21 de novembre de 2000 | Socorro                | LINEAR                                                 |
| 190622 -      | 2000 WT49              | 25 de novembre de 2000 | Socorro                | LINEAR                                                 |
| 190623 -      | 2000 WD58              | 21 de novembre de 2000 | Socorro                | LINEAR                                                 |
| 190624 -      | 2000 WW68              | 19 de novembre de 2000 | Socorro                | LINEAR                                                 |
| 190625 -      | 2000 WB85              | 20 de novembre de 2000 | Socorro                | LINEAR                                                 |
| 190626 -      | 2000 WS91              | 21 de novembre de 2000 | Socorro                | LINEAR                                                 |
| 190627 -      | 2000 WP94              | 21 de novembre de 2000 | Socorro                | LINEAR                                                 |
| 190628 -      | 2000 WW112             | 20 de novembre de 2000 | Socorro                | LINEAR                                                 |
| 190629 -      | 2000 WT114             | 20 de novembre de 2000 | Socorro                | LINEAR                                                 |
| 190630 -      | 2000 WZ124             | 27 de novembre de 2000 | Haleakala              | NEAT                                                   |
| 190631 -      | 2000 WT129             | 19 de novembre de 2000 | Kitt Peak              | Spacewatch                                             |
| 190632 -      | 2000 WT131             | 20 de novembre de 2000 | Anderson Mesa          | LONEOS                                                 |
| 190633 -      | 2000 WH135             | 19 de novembre de 2000 | Socorro                | LINEAR                                                 |
| 190634 -      | 2000 WG141             | 19 de novembre de 2000 | Socorro                | LINEAR                                                 |
| 190635 -      | 2000 WX148             | 29 de novembre de 2000 | Haleakala              | NEAT                                                   |
| 190636 -      | 2000 WE151             | 27 de novembre de 2000 | Socorro                | LINEAR                                                 |
| 190637 -      | 2000 WE155             | 30 de novembre de 2000 | Socorro                | LINEAR                                                 |
| 190638 -      | 2000 WD164             | 21 de novembre de 2000 | Socorro                | LINEAR                                                 |
| 190639 -      | 2000 WZ171             | 25 de novembre de 2000 | Socorro                | LINEAR                                                 |
| 190640 -      | 2000 WO172             | 25 de novembre de 2000 | Socorro                | LINEAR                                                 |
| 190641 -      | 2000 XD3               | 1 de desembre de 2000  | Socorro                | LINEAR                                                 |
| 190642 -      | 2000 XX5               | 1 de desembre de 2000  | Socorro                | LINEAR                                                 |
| 190643 -      | 2000 XH8               | 1 de desembre de 2000  | Socorro                | LINEAR                                                 |
| 190644 -      | 2000 XS9               | 1 de desembre de 2000  | Socorro                | LINEAR                                                 |
| 190645 -      | 2000 XC18              | 4 de desembre de 2000  | Socorro                | LINEAR                                                 |
| 190646 -      | 2000 XD20              | 4 de desembre de 2000  | Socorro                | LINEAR                                                 |
| 190647 -      | 2000 XH24              | 4 de desembre de 2000  | Socorro                | LINEAR                                                 |
| 190648 -      | 2000 XS24              | 4 de desembre de 2000  | Socorro                | LINEAR                                                 |
| 190649 -      | 2000 XF26              | 4 de desembre de 2000  | Socorro                | LINEAR                                                 |
| 190650 -      | 2000 XN40              | 5 de desembre de 2000  | Socorro                | LINEAR                                                 |
| 190651 -      | 2000 XM46              | 7 de desembre de 2000  | Socorro                | LINEAR                                                 |
| 190652 -      | 2000 XW46              | 7 de desembre de 2000  | Socorro                | LINEAR                                                 |
| 190653 -      | 2000 XD48              | 4 de desembre de 2000  | Socorro                | LINEAR                                                 |
| 190654 -      | 2000 XJ48              | 4 de desembre de 2000  | Socorro                | LINEAR                                                 |
| 190655 -      | 2000 YT25              | 22 de desembre de 2000 | Socorro                | LINEAR                                                 |
| 190656 -      | 2000 YH40              | 30 de desembre de 2000 | Socorro                | LINEAR                                                 |
| 190657 -      | 2000 YJ40              | 30 de desembre de 2000 | Socorro                | LINEAR                                                 |
| 190658 -      | 2000 YA44              | 30 de desembre de 2000 | Socorro                | LINEAR                                                 |
| 190659 -      | 2000 YO57              | 30 de desembre de 2000 | Socorro                | LINEAR                                                 |
| 190660 -      | 2000 YE67              | 28 de desembre de 2000 | Socorro                | LINEAR                                                 |
| 190661 -      | 2000 YT84              | 30 de desembre de 2000 | Socorro                | LINEAR                                                 |
| 190662 -      | 2000 YD86              | 30 de desembre de 2000 | Socorro                | LINEAR                                                 |
| 190663 -      | 2000 YF88              | 30 de desembre de 2000 | Socorro                | LINEAR                                                 |
| 190664 -      | 2000 YX90              | 30 de desembre de 2000 | Socorro                | LINEAR                                                 |
| 190665 -      | 2000 YG98              | 30 de desembre de 2000 | Socorro                | LINEAR                                                 |
| 190666 -      | 2000 YB99              | 30 de desembre de 2000 | Socorro                | LINEAR                                                 |
| 190667 -      | 2000 YD108             | 30 de desembre de 2000 | Socorro                | LINEAR                                                 |
| 190668 -      | 2000 YK112             | 30 de desembre de 2000 | Socorro                | LINEAR                                                 |
| 190669 -      | 2000 YJ117             | 30 de desembre de 2000 | Socorro                | LINEAR                                                 |
| 190670 -      | 2001 AU19              | 5 de gener de 2001     | Oaxaca                 | J. M. Roe                                              |
| 190671 -      | 2001 AS22              | 3 de gener de 2001     | Socorro                | LINEAR                                                 |
| 190672 -      | 2001 AR26              | 5 de gener de 2001     | Socorro                | LINEAR                                                 |
| 190673 -      | 2001 AZ45              | 15 de gener de 2001    | Socorro                | LINEAR                                                 |
| 190674 -      | 2001 BZ18              | 19 de gener de 2001    | Socorro                | LINEAR                                                 |
| 190675 -      | 2001 BU20              | 19 de gener de 2001    | Socorro                | LINEAR                                                 |
| 190676 -      | 2001 BO34              | 20 de gener de 2001    | Socorro                | LINEAR                                                 |
| 190677 -      | 2001 BQ61              | 24 de gener de 2001    | Haleakala              | NEAT                                                   |
| 190678 -      | 2001 BQ63              | 29 de gener de 2001    | Socorro                | LINEAR                                                 |
| 190679 -      | 2001 BE73              | 28 de gener de 2001    | Haleakala              | NEAT                                                   |
| 190680 -      | 2001 CM2               | 1 de febrer de 2001    | Socorro                | LINEAR                                                 |
| 190681 -      | 2001 CW23              | 1 de febrer de 2001    | Anderson Mesa          | LONEOS                                                 |
| 190682 -      | 2001 CF31              | 2 de febrer de 2001    | Haleakala              | NEAT                                                   |
| 190683 -      | 2001 CR47              | 12 de febrer de 2001   | Anderson Mesa          | LONEOS                                                 |
| 190684 -      | 2001 DW15              | 16 de febrer de 2001   | Socorro                | LINEAR                                                 |
| 190685 -      | 2001 DF25              | 17 de febrer de 2001   | Socorro                | LINEAR                                                 |
| 190686 -      | 2001 DG36              | 19 de febrer de 2001   | Socorro                | LINEAR                                                 |
| 190687 -      | 2001 DW40              | 19 de febrer de 2001   | Socorro                | LINEAR                                                 |
| 190688 -      | 2001 DB89              | 27 de febrer de 2001   | Kitt Peak              | Spacewatch                                             |
| 190689 -      | 2001 DO93              | 19 de febrer de 2001   | Socorro                | LINEAR                                                 |
| 190690 -      | 2001 DO105             | 16 de febrer de 2001   | Anderson Mesa          | LONEOS                                                 |
| 190691 -      | 2001 EG3               | 4 de març de 2001      | Kitt Peak              | Spacewatch                                             |
| 190692 -      | 2001 EC7               | 2 de març de 2001      | Anderson Mesa          | LONEOS                                                 |
| 190693 -      | 2001 ED13              | 14 de març de 2001     | Socorro                | LINEAR                                                 |
| 190694 -      | 2001 EX24              | 15 de març de 2001     | Socorro                | LINEAR                                                 |
| 190695 -      | 2001 FX1               | 16 de març de 2001     | Socorro                | LINEAR                                                 |
| 190696 -      | 2001 FT14              | 19 de març de 2001     | Anderson Mesa          | LONEOS                                                 |
| 190697 -      | 2001 FQ16              | 19 de març de 2001     | Anderson Mesa          | LONEOS                                                 |
| 190698 -      | 2001 FG30              | 20 de març de 2001     | Haleakala              | NEAT                                                   |
| 190699 -      | 2001 FR30              | 21 de març de 2001     | Haleakala              | NEAT                                                   |
| 190700 -      | 2001 FO45              | 18 de març de 2001     | Socorro                | LINEAR                                                 |
| 190701-190800 |                        |                        |                        |                                                        |
| 190701 -      | 2001 FZ56              | 23 de març de 2001     | Anderson Mesa          | LONEOS                                                 |
| 190702 -      | 2001 FN85              | 26 de març de 2001     | Kitt Peak              | Spacewatch                                             |
| 190703 -      | 2001 FW123             | 23 de març de 2001     | Anderson Mesa          | LONEOS                                                 |
| 190704 -      | 2001 FY125             | 28 de març de 2001     | Kitt Peak              | Spacewatch                                             |
| 190705 -      | 2001 FW146             | 24 de març de 2001     | Anderson Mesa          | LONEOS                                                 |
| 190706 -      | 2001 FK158             | 27 de març de 2001     | Haleakala              | NEAT                                                   |
| 190707 -      | 2001 FC159             | 29 de març de 2001     | Anderson Mesa          | LONEOS                                                 |
| 190708 -      | 2001 FB168             | 20 de març de 2001     | Kitt Peak              | Spacewatch                                             |
| 190709 -      | 2001 FV178             | 20 de març de 2001     | Anderson Mesa          | LONEOS                                                 |
| 190710 -      | 2001 FA185             | 26 de març de 2001     | Kitt Peak              | M. W. Buie                                             |
| 190711 -      | 2001 FF188             | 16 de març de 2001     | Socorro                | LINEAR                                                 |
| 190712 -      | 2001 GZ7               | 15 d'abril de 2001     | Socorro                | LINEAR                                                 |
| 190713 -      | 2001 HK19              | 24 d'abril de 2001     | Kitt Peak              | Spacewatch                                             |
| 190714 -      | 2001 KX5               | 17 de maig de 2001     | Socorro                | LINEAR                                                 |
| 190715 -      | 2001 KQ7               | 18 de maig de 2001     | Socorro                | LINEAR                                                 |
| 190716 -      | 2001 KH32              | 24 de maig de 2001     | Kitt Peak              | Spacewatch                                             |
| 190717 -      | 2001 KH34              | 18 de maig de 2001     | Socorro                | LINEAR                                                 |
| 190718 -      | 2001 KK53              | 18 de maig de 2001     | Socorro                | LINEAR                                                 |
| 190719 -      | 2001 NE8               | 14 de juliol de 2001   | Palomar                | NEAT                                                   |
| 190720 -      | 2001 NL10              | 14 de juliol de 2001   | Haleakala              | NEAT                                                   |
| 190721 -      | 2001 OK23              | 22 de juliol de 2001   | Palomar                | NEAT                                                   |
| 190722 -      | 2001 ON39              | 20 de juliol de 2001   | Palomar                | NEAT                                                   |
| 190723 -      | 2001 OL61              | 21 de juliol de 2001   | Haleakala              | NEAT                                                   |
| 190724 -      | 2001 OQ64              | 27 de juliol de 2001   | Palomar                | NEAT                                                   |
| 190725 -      | 2001 OO72              | 21 de juliol de 2001   | Anderson Mesa          | LONEOS                                                 |
| 190726 -      | 2001 OC95              | 29 de juliol de 2001   | Palomar                | NEAT                                                   |
| 190727 -      | 2001 OP97              | 25 de juliol de 2001   | Haleakala              | NEAT                                                   |
| 190728 -      | 2001 OL98              | 25 de juliol de 2001   | Haleakala              | NEAT                                                   |
| 190729 -      | 2001 PD3               | 3 d'agost de 2001      | Haleakala              | NEAT                                                   |
| 190730 -      | 2001 PY13              | 13 d'agost de 2001     | San Marcello           | M. Tombelli, A. Boattini                               |
| 190731 -      | 2001 PW14              | 15 d'agost de 2001     | Badlands               | R. Dyvig                                               |
| 190732 -      | 2001 PJ17              | 9 d'agost de 2001      | Palomar                | NEAT                                                   |
| 190733 -      | 2001 PE22              | 10 d'agost de 2001     | Haleakala              | NEAT                                                   |
| 190734 -      | 2001 PP23              | 11 d'agost de 2001     | Haleakala              | NEAT                                                   |
| 190735 -      | 2001 PP29              | 11 d'agost de 2001     | Socorro                | LINEAR                                                 |
| 190736 -      | 2001 PM43              | 13 d'agost de 2001     | Haleakala              | NEAT                                                   |
| 190737 -      | 2001 PD51              | 1 d'agost de 2001      | Palomar                | NEAT                                                   |
| 190738 -      | 2001 PR53              | 14 d'agost de 2001     | Palomar                | NEAT                                                   |
| 190739 -      | 2001 PL60              | 13 d'agost de 2001     | Haleakala              | NEAT                                                   |
| 190740 -      | 2001 PX60              | 13 d'agost de 2001     | Haleakala              | NEAT                                                   |
| 190741 -      | 2001 QJ1               | 16 d'agost de 2001     | Socorro                | LINEAR                                                 |
| 190742 -      | 2001 QH6               | 16 d'agost de 2001     | Socorro                | LINEAR                                                 |
| 190743 -      | 2001 QW6               | 16 d'agost de 2001     | Socorro                | LINEAR                                                 |
| 190744 -      | 2001 QE7               | 16 d'agost de 2001     | Socorro                | LINEAR                                                 |
| 190745 -      | 2001 QZ8               | 16 d'agost de 2001     | Socorro                | LINEAR                                                 |
| 190746 -      | 2001 QD15              | 16 d'agost de 2001     | Socorro                | LINEAR                                                 |
| 190747 -      | 2001 QW36              | 16 d'agost de 2001     | Socorro                | LINEAR                                                 |
| 190748 -      | 2001 QZ36              | 16 d'agost de 2001     | Socorro                | LINEAR                                                 |
| 190749 -      | 2001 QT43              | 16 d'agost de 2001     | Socorro                | LINEAR                                                 |
| 190750 -      | 2001 QE54              | 16 d'agost de 2001     | Socorro                | LINEAR                                                 |
| 190751 -      | 2001 QM58              | 16 d'agost de 2001     | Socorro                | LINEAR                                                 |
| 190752 -      | 2001 QR61              | 16 d'agost de 2001     | Socorro                | LINEAR                                                 |
| 190753 -      | 2001 QF62              | 16 d'agost de 2001     | Socorro                | LINEAR                                                 |
| 190754 -      | 2001 QL79              | 16 d'agost de 2001     | Socorro                | LINEAR                                                 |
| 190755 -      | 2001 QS83              | 17 d'agost de 2001     | Socorro                | LINEAR                                                 |
| 190756 -      | 2001 QO93              | 22 d'agost de 2001     | Socorro                | LINEAR                                                 |
| 190757 -      | 2001 QT93              | 22 d'agost de 2001     | Socorro                | LINEAR                                                 |
| 190758 -      | 2001 QH96              | 22 d'agost de 2001     | Socorro                | LINEAR                                                 |
| 190759 -      | 2001 QC112             | 24 d'agost de 2001     | Socorro                | LINEAR                                                 |
| 190760 -      | 2001 QG116             | 17 d'agost de 2001     | Socorro                | LINEAR                                                 |
| 190761 -      | 2001 QX130             | 20 d'agost de 2001     | Socorro                | LINEAR                                                 |
| 190762 -      | 2001 QO134             | 22 d'agost de 2001     | Socorro                | LINEAR                                                 |
| 190763 -      | 2001 QU135             | 22 d'agost de 2001     | Socorro                | LINEAR                                                 |
| 190764 -      | 2001 QN137             | 22 d'agost de 2001     | Socorro                | LINEAR                                                 |
| 190765 -      | 2001 QE150             | 25 d'agost de 2001     | Palomar                | NEAT                                                   |
| 190766 -      | 2001 QU154             | 23 d'agost de 2001     | Anderson Mesa          | LONEOS                                                 |
| 190767 -      | 2001 QV158             | 23 d'agost de 2001     | Anderson Mesa          | LONEOS                                                 |
| 190768 -      | 2001 QV167             | 24 d'agost de 2001     | Haleakala              | NEAT                                                   |
| 190769 -      | 2001 QJ196             | 22 d'agost de 2001     | Socorro                | LINEAR                                                 |
| 190770 -      | 2001 QA205             | 23 d'agost de 2001     | Anderson Mesa          | LONEOS                                                 |
| 190771 -      | 2001 QZ207             | 23 d'agost de 2001     | Anderson Mesa          | LONEOS                                                 |
| 190772 -      | 2001 QJ222             | 24 d'agost de 2001     | Anderson Mesa          | LONEOS                                                 |
| 190773 -      | 2001 QL236             | 24 d'agost de 2001     | Socorro                | LINEAR                                                 |
| 190774 -      | 2001 QL240             | 24 d'agost de 2001     | Socorro                | LINEAR                                                 |
| 190775 -      | 2001 QK241             | 24 d'agost de 2001     | Socorro                | LINEAR                                                 |
| 190776 -      | 2001 QY247             | 24 d'agost de 2001     | Socorro                | LINEAR                                                 |
| 190777 -      | 2001 QK249             | 24 d'agost de 2001     | Socorro                | LINEAR                                                 |
| 190778 -      | 2001 QD260             | 25 d'agost de 2001     | Socorro                | LINEAR                                                 |
| 190779 -      | 2001 QL276             | 19 d'agost de 2001     | Socorro                | LINEAR                                                 |
| 190780 -      | 2001 QA279             | 19 d'agost de 2001     | Socorro                | LINEAR                                                 |
| 190781 -      | 2001 QO285             | 23 d'agost de 2001     | Haleakala              | NEAT                                                   |
| 190782 -      | 2001 QT285             | 23 d'agost de 2001     | Haleakala              | NEAT                                                   |
| 190783 -      | 2001 QG290             | 16 d'agost de 2001     | Socorro                | LINEAR                                                 |
| 190784 -      | 2001 QL294             | 24 d'agost de 2001     | Anderson Mesa          | LONEOS                                                 |
| 190785 -      | 2001 RB5               | 8 de setembre de 2001  | Socorro                | LINEAR                                                 |
| 190786 -      | 2001 RL7               | 7 de setembre de 2001  | Socorro                | LINEAR                                                 |
| 190787 -      | 2001 RR13              | 10 de setembre de 2001 | Socorro                | LINEAR                                                 |
| 190788 -      | 2001 RT17              | 11 de setembre de 2001 | Socorro                | LINEAR                                                 |
| 190789 -      | 2001 RE19              | 7 de setembre de 2001  | Socorro                | LINEAR                                                 |
| 190790 -      | 2001 RQ20              | 7 de setembre de 2001  | Socorro                | LINEAR                                                 |
| 190791 -      | 2001 RF26              | 7 de setembre de 2001  | Socorro                | LINEAR                                                 |
| 190792 -      | 2001 RZ26              | 7 de setembre de 2001  | Socorro                | LINEAR                                                 |
| 190793 -      | 2001 RX28              | 7 de setembre de 2001  | Socorro                | LINEAR                                                 |
| 190794 -      | 2001 RS30              | 7 de setembre de 2001  | Socorro                | LINEAR                                                 |
| 190795 -      | 2001 RQ40              | 11 de setembre de 2001 | Socorro                | LINEAR                                                 |
| 190796 -      | 2001 RZ43              | 9 de setembre de 2001  | Palomar                | NEAT                                                   |
| 190797 -      | 2001 RA45              | 9 de setembre de 2001  | Palomar                | NEAT                                                   |
| 190798 -      | 2001 RT45              | 14 de setembre de 2001 | Palomar                | NEAT                                                   |
| 190799 -      | 2001 RE67              | 10 de setembre de 2001 | Socorro                | LINEAR                                                 |
| 190800 -      | 2001 RT68              | 10 de setembre de 2001 | Socorro                | LINEAR                                                 |
| 190801-190900 |                        |                        |                        |                                                        |
| 190801 -      | 2001 RF70              | 10 de setembre de 2001 | Socorro                | LINEAR                                                 |
| 190802 -      | 2001 RB79              | 10 de setembre de 2001 | Socorro                | LINEAR                                                 |
| 190803 -      | 2001 RA86              | 11 de setembre de 2001 | Anderson Mesa          | LONEOS                                                 |
| 190804 -      | 2001 RM86              | 11 de setembre de 2001 | Anderson Mesa          | LONEOS                                                 |
| 190805 -      | 2001 RJ90              | 11 de setembre de 2001 | Anderson Mesa          | LONEOS                                                 |
| 190806 -      | 2001 RL93              | 11 de setembre de 2001 | Anderson Mesa          | LONEOS                                                 |
| 190807 -      | 2001 RY95              | 11 de setembre de 2001 | Kitt Peak              | Spacewatch                                             |
| 190808 -      | 2001 RJ101             | 12 de setembre de 2001 | Socorro                | LINEAR                                                 |
| 190809 -      | 2001 RY104             | 12 de setembre de 2001 | Socorro                | LINEAR                                                 |
| 190810 -      | 2001 RE111             | 12 de setembre de 2001 | Socorro                | LINEAR                                                 |
| 190811 -      | 2001 RM113             | 12 de setembre de 2001 | Socorro                | LINEAR                                                 |
| 190812 -      | 2001 RU114             | 12 de setembre de 2001 | Socorro                | LINEAR                                                 |
| 190813 -      | 2001 RZ122             | 12 de setembre de 2001 | Socorro                | LINEAR                                                 |
| 190814 -      | 2001 RZ125             | 12 de setembre de 2001 | Socorro                | LINEAR                                                 |
| 190815 -      | 2001 RU135             | 12 de setembre de 2001 | Socorro                | LINEAR                                                 |
| 190816 -      | 2001 RO142             | 10 de setembre de 2001 | Palomar                | NEAT                                                   |
| 190817 -      | 2001 RC155             | 12 de setembre de 2001 | Socorro                | LINEAR                                                 |
| 190818 -      | 2001 SR2               | 17 de setembre de 2001 | Desert Eagle           | W. K. Y. Yeung                                         |
| 190819 -      | 2001 SP14              | 16 de setembre de 2001 | Socorro                | LINEAR                                                 |
| 190820 -      | 2001 SY14              | 16 de setembre de 2001 | Socorro                | LINEAR                                                 |
| 190821 -      | 2001 SJ16              | 16 de setembre de 2001 | Socorro                | LINEAR                                                 |
| 190822 -      | 2001 SE22              | 16 de setembre de 2001 | Socorro                | LINEAR                                                 |
| 190823 -      | 2001 ST22              | 16 de setembre de 2001 | Socorro                | LINEAR                                                 |
| 190824 -      | 2001 SD23              | 16 de setembre de 2001 | Socorro                | LINEAR                                                 |
| 190825 -      | 2001 SL24              | 16 de setembre de 2001 | Socorro                | LINEAR                                                 |
| 190826 -      | 2001 SH34              | 16 de setembre de 2001 | Socorro                | LINEAR                                                 |
| 190827 -      | 2001 SJ39              | 16 de setembre de 2001 | Socorro                | LINEAR                                                 |
| 190828 -      | 2001 SJ47              | 16 de setembre de 2001 | Socorro                | LINEAR                                                 |
| 190829 -      | 2001 SK48              | 16 de setembre de 2001 | Socorro                | LINEAR                                                 |
| 190830 -      | 2001 SZ56              | 16 de setembre de 2001 | Socorro                | LINEAR                                                 |
| 190831 -      | 2001 SX65              | 17 de setembre de 2001 | Socorro                | LINEAR                                                 |
| 190832 -      | 2001 SX67              | 17 de setembre de 2001 | Socorro                | LINEAR                                                 |
| 190833 -      | 2001 SY71              | 17 de setembre de 2001 | Socorro                | LINEAR                                                 |
| 190834 -      | 2001 SD72              | 17 de setembre de 2001 | Socorro                | LINEAR                                                 |
| 190835 -      | 2001 SD75              | 19 de setembre de 2001 | Anderson Mesa          | LONEOS                                                 |
| 190836 -      | 2001 SP80              | 20 de setembre de 2001 | Socorro                | LINEAR                                                 |
| 190837 -      | 2001 ST90              | 20 de setembre de 2001 | Socorro                | LINEAR                                                 |
| 190838 -      | 2001 SE101             | 20 de setembre de 2001 | Socorro                | LINEAR                                                 |
| 190839 -      | 2001 SE104             | 20 de setembre de 2001 | Socorro                | LINEAR                                                 |
| 190840 -      | 2001 SA105             | 20 de setembre de 2001 | Socorro                | LINEAR                                                 |
| 190841 -      | 2001 SO105             | 20 de setembre de 2001 | Socorro                | LINEAR                                                 |
| 190842 -      | 2001 SS106             | 20 de setembre de 2001 | Socorro                | LINEAR                                                 |
| 190843 -      | 2001 SM114             | 20 de setembre de 2001 | Desert Eagle           | W. K. Y. Yeung                                         |
| 190844 -      | 2001 ST123             | 16 de setembre de 2001 | Socorro                | LINEAR                                                 |
| 190845 -      | 2001 SY130             | 16 de setembre de 2001 | Socorro                | LINEAR                                                 |
| 190846 -      | 2001 SP132             | 16 de setembre de 2001 | Socorro                | LINEAR                                                 |
| 190847 -      | 2001 SX136             | 16 de setembre de 2001 | Socorro                | LINEAR                                                 |
| 190848 -      | 2001 SS143             | 16 de setembre de 2001 | Socorro                | LINEAR                                                 |
| 190849 -      | 2001 SS153             | 17 de setembre de 2001 | Socorro                | LINEAR                                                 |
| 190850 -      | 2001 SL161             | 17 de setembre de 2001 | Socorro                | LINEAR                                                 |
| 190851 -      | 2001 SR172             | 16 de setembre de 2001 | Socorro                | LINEAR                                                 |
| 190852 -      | 2001 SB188             | 19 de setembre de 2001 | Socorro                | LINEAR                                                 |
| 190853 -      | 2001 SB194             | 19 de setembre de 2001 | Socorro                | LINEAR                                                 |
| 190854 -      | 2001 SQ200             | 19 de setembre de 2001 | Socorro                | LINEAR                                                 |
| 190855 -      | 2001 SA204             | 19 de setembre de 2001 | Socorro                | LINEAR                                                 |
| 190856 -      | 2001 SZ231             | 19 de setembre de 2001 | Socorro                | LINEAR                                                 |
| 190857 -      | 2001 SW265             | 25 de setembre de 2001 | Desert Eagle           | W. K. Y. Yeung                                         |
| 190858 -      | 2001 SP271             | 20 de setembre de 2001 | Socorro                | LINEAR                                                 |
| 190859 -      | 2001 SE278             | 21 de setembre de 2001 | Anderson Mesa          | LONEOS                                                 |
| 190860 -      | 2001 SZ278             | 21 de setembre de 2001 | Anderson Mesa          | LONEOS                                                 |
| 190861 -      | 2001 SC280             | 21 de setembre de 2001 | Anderson Mesa          | LONEOS                                                 |
| 190862 -      | 2001 SK280             | 21 de setembre de 2001 | Anderson Mesa          | LONEOS                                                 |
| 190863 -      | 2001 SS280             | 21 de setembre de 2001 | Anderson Mesa          | LONEOS                                                 |
| 190864 -      | 2001 SE326             | 17 de setembre de 2001 | Kitt Peak              | Spacewatch                                             |
| 190865 -      | 2001 TA19              | 10 d'octubre de 2001   | Palomar                | NEAT                                                   |
| 190866 -      | 2001 TX45              | 9 d'octubre de 2001    | Kitt Peak              | Spacewatch                                             |
| 190867 -      | 2001 TT48              | 14 d'octubre de 2001   | Socorro                | LINEAR                                                 |
| 190868 -      | 2001 TF50              | 13 d'octubre de 2001   | Socorro                | LINEAR                                                 |
| 190869 -      | 2001 TB56              | 15 d'octubre de 2001   | Socorro                | LINEAR                                                 |
| 190870 -      | 2001 TA68              | 13 d'octubre de 2001   | Socorro                | LINEAR                                                 |
| 190871 -      | 2001 TK74              | 13 d'octubre de 2001   | Socorro                | LINEAR                                                 |
| 190872 -      | 2001 TL82              | 14 d'octubre de 2001   | Socorro                | LINEAR                                                 |
| 190873 -      | 2001 TQ86              | 14 d'octubre de 2001   | Socorro                | LINEAR                                                 |
| 190874 -      | 2001 TR96              | 14 d'octubre de 2001   | Socorro                | LINEAR                                                 |
| 190875 -      | 2001 TR113             | 14 d'octubre de 2001   | Socorro                | LINEAR                                                 |
| 190876 -      | 2001 TW113             | 14 d'octubre de 2001   | Socorro                | LINEAR                                                 |
| 190877 -      | 2001 TW130             | 10 d'octubre de 2001   | Palomar                | NEAT                                                   |
| 190878 -      | 2001 TY134             | 13 d'octubre de 2001   | Palomar                | NEAT                                                   |
| 190879 -      | 2001 TK136             | 14 d'octubre de 2001   | Palomar                | NEAT                                                   |
| 190880 -      | 2001 TH162             | 11 d'octubre de 2001   | Palomar                | NEAT                                                   |
| 190881 -      | 2001 TF168             | 15 d'octubre de 2001   | Socorro                | LINEAR                                                 |
| 190882 -      | 2001 TT169             | 15 d'octubre de 2001   | Socorro                | LINEAR                                                 |
| 190883 -      | 2001 TT183             | 14 d'octubre de 2001   | Socorro                | LINEAR                                                 |
| 190884 -      | 2001 TT184             | 14 d'octubre de 2001   | Socorro                | LINEAR                                                 |
| 190885 -      | 2001 TQ189             | 14 d'octubre de 2001   | Socorro                | LINEAR                                                 |
| 190886 -      | 2001 TD201             | 11 d'octubre de 2001   | Socorro                | LINEAR                                                 |
| 190887 -      | 2001 TB212             | 13 d'octubre de 2001   | Socorro                | LINEAR                                                 |
| 190888 -      | 2001 TO216             | 13 d'octubre de 2001   | Palomar                | NEAT                                                   |
| 190889 -      | 2001 TA219             | 14 d'octubre de 2001   | Anderson Mesa          | LONEOS                                                 |
| 190890 -      | 2001 TB241             | 15 d'octubre de 2001   | Socorro                | LINEAR                                                 |
| 190891 -      | 2001 UU1               | 16 d'octubre de 2001   | Socorro                | LINEAR                                                 |
| 190892 -      | 2001 UA4               | 17 d'octubre de 2001   | Desert Eagle           | W. K. Y. Yeung                                         |
| 190893 -      | 2001 UW5               | 21 d'octubre de 2001   | Desert Eagle           | W. K. Y. Yeung                                         |
| 190894 -      | 2001 UW8               | 17 d'octubre de 2001   | Socorro                | LINEAR                                                 |
| 190895 -      | 2001 UO9               | 17 d'octubre de 2001   | Socorro                | LINEAR                                                 |
| 190896 -      | 2001 UG21              | 17 d'octubre de 2001   | Socorro                | LINEAR                                                 |
| 190897 -      | 2001 UH24              | 18 d'octubre de 2001   | Socorro                | LINEAR                                                 |
| 190898 -      | 2001 UH31              | 16 d'octubre de 2001   | Socorro                | LINEAR                                                 |
| 190899 -      | 2001 UO40              | 17 d'octubre de 2001   | Socorro                | LINEAR                                                 |
| 190900 -      | 2001 UW44              | 17 d'octubre de 2001   | Socorro                | LINEAR                                                 |
| 190901-191000 |                        |                        |                        |                                                        |
| 190901 -      | 2001 UX54              | 16 d'octubre de 2001   | Socorro                | LINEAR                                                 |
| 190902 -      | 2001 UC60              | 17 d'octubre de 2001   | Socorro                | LINEAR                                                 |
| 190903 -      | 2001 UN73              | 17 d'octubre de 2001   | Socorro                | LINEAR                                                 |
| 190904 -      | 2001 UQ78              | 20 d'octubre de 2001   | Socorro                | LINEAR                                                 |
| 190905 -      | 2001 UX78              | 20 d'octubre de 2001   | Socorro                | LINEAR                                                 |
| 190906 -      | 2001 UN83              | 20 d'octubre de 2001   | Socorro                | LINEAR                                                 |
| 190907 -      | 2001 UD87              | 18 d'octubre de 2001   | Kitt Peak              | Spacewatch                                             |
| 190908 -      | 2001 US91              | 18 d'octubre de 2001   | Palomar                | NEAT                                                   |
| 190909 -      | 2001 UT98              | 17 d'octubre de 2001   | Socorro                | LINEAR                                                 |
| 190910 -      | 2001 UC105             | 20 d'octubre de 2001   | Socorro                | LINEAR                                                 |
| 190911 -      | 2001 UR113             | 22 d'octubre de 2001   | Socorro                | LINEAR                                                 |
| 190912 -      | 2001 UW113             | 22 d'octubre de 2001   | Socorro                | LINEAR                                                 |
| 190913 -      | 2001 UQ118             | 22 d'octubre de 2001   | Socorro                | LINEAR                                                 |
| 190914 -      | 2001 UG119             | 22 d'octubre de 2001   | Socorro                | LINEAR                                                 |
| 190915 -      | 2001 UO119             | 22 d'octubre de 2001   | Socorro                | LINEAR                                                 |
| 190916 -      | 2001 UD123             | 22 d'octubre de 2001   | Socorro                | LINEAR                                                 |
| 190917 -      | 2001 US126             | 17 d'octubre de 2001   | Socorro                | LINEAR                                                 |
| 190918 -      | 2001 UD139             | 23 d'octubre de 2001   | Socorro                | LINEAR                                                 |
| 190919 -      | 2001 UP142             | 23 d'octubre de 2001   | Socorro                | LINEAR                                                 |
| 190920 -      | 2001 UU144             | 23 d'octubre de 2001   | Socorro                | LINEAR                                                 |
| 190921 -      | 2001 UT151             | 23 d'octubre de 2001   | Socorro                | LINEAR                                                 |
| 190922 -      | 2001 UC154             | 23 d'octubre de 2001   | Socorro                | LINEAR                                                 |
| 190923 -      | 2001 UD158             | 23 d'octubre de 2001   | Socorro                | LINEAR                                                 |
| 190924 -      | 2001 UW158             | 23 d'octubre de 2001   | Socorro                | LINEAR                                                 |
| 190925 -      | 2001 UF188             | 17 d'octubre de 2001   | Socorro                | LINEAR                                                 |
| 190926 -      | 2001 UK197             | 19 d'octubre de 2001   | Palomar                | NEAT                                                   |
| 190927 -      | 2001 US206             | 20 d'octubre de 2001   | Socorro                | LINEAR                                                 |
| 190928 -      | 2001 UL211             | 21 d'octubre de 2001   | Socorro                | LINEAR                                                 |
| 190929 -      | 2001 VV3               | 11 de novembre de 2001 | Kitt Peak              | Spacewatch                                             |
| 190930 -      | 2001 VF5               | 10 de novembre de 2001 | Bisei SG Center        | BATTeRS                                                |
| 190931 -      | 2001 VS5               | 9 de novembre de 2001  | Socorro                | LINEAR                                                 |
| 190932 -      | 2001 VX6               | 9 de novembre de 2001  | Socorro                | LINEAR                                                 |
| 190933 -      | 2001 VY12              | 10 de novembre de 2001 | Socorro                | LINEAR                                                 |
| 190934 -      | 2001 VT18              | 9 de novembre de 2001  | Socorro                | LINEAR                                                 |
| 190935 -      | 2001 VH22              | 9 de novembre de 2001  | Socorro                | LINEAR                                                 |
| 190936 -      | 2001 VZ25              | 9 de novembre de 2001  | Socorro                | LINEAR                                                 |
| 190937 -      | 2001 VT29              | 9 de novembre de 2001  | Socorro                | LINEAR                                                 |
| 190938 -      | 2001 VA32              | 9 de novembre de 2001  | Socorro                | LINEAR                                                 |
| 190939 -      | 2001 VD33              | 9 de novembre de 2001  | Socorro                | LINEAR                                                 |
| 190940 -      | 2001 VF36              | 9 de novembre de 2001  | Socorro                | LINEAR                                                 |
| 190941 -      | 2001 VA39              | 9 de novembre de 2001  | Socorro                | LINEAR                                                 |
| 190942 -      | 2001 VP40              | 9 de novembre de 2001  | Socorro                | LINEAR                                                 |
| 190943 -      | 2001 VB41              | 9 de novembre de 2001  | Socorro                | LINEAR                                                 |
| 190944 -      | 2001 VH45              | 9 de novembre de 2001  | Socorro                | LINEAR                                                 |
| 190945 -      | 2001 VC47              | 9 de novembre de 2001  | Socorro                | LINEAR                                                 |
| 190946 -      | 2001 VS49              | 10 de novembre de 2001 | Socorro                | LINEAR                                                 |
| 190947 -      | 2001 VK52              | 10 de novembre de 2001 | Socorro                | LINEAR                                                 |
| 190948 -      | 2001 VT55              | 10 de novembre de 2001 | Socorro                | LINEAR                                                 |
| 190949 -      | 2001 VL59              | 10 de novembre de 2001 | Socorro                | LINEAR                                                 |
| 190950 -      | 2001 VM62              | 10 de novembre de 2001 | Socorro                | LINEAR                                                 |
| 190951 -      | 2001 VU62              | 10 de novembre de 2001 | Socorro                | LINEAR                                                 |
| 190952 -      | 2001 VV63              | 10 de novembre de 2001 | Socorro                | LINEAR                                                 |
| 190953 -      | 2001 VD114             | 12 de novembre de 2001 | Socorro                | LINEAR                                                 |
| 190954 -      | 2001 VZ114             | 12 de novembre de 2001 | Socorro                | LINEAR                                                 |
| 190955 -      | 2001 VU118             | 12 de novembre de 2001 | Socorro                | LINEAR                                                 |
| 190956 -      | 2001 VC119             | 12 de novembre de 2001 | Socorro                | LINEAR                                                 |
| 190957 -      | 2001 VB125             | 11 de novembre de 2001 | Socorro                | LINEAR                                                 |
| 190958 -      | 2001 WZ8               | 17 de novembre de 2001 | Socorro                | LINEAR                                                 |
| 190959 -      | 2001 WX9               | 17 de novembre de 2001 | Socorro                | LINEAR                                                 |
| 190960 -      | 2001 WP20              | 17 de novembre de 2001 | Socorro                | LINEAR                                                 |
| 190961 -      | 2001 WB39              | 17 de novembre de 2001 | Socorro                | LINEAR                                                 |
| 190962 -      | 2001 WX44              | 18 de novembre de 2001 | Socorro                | LINEAR                                                 |
| 190963 -      | 2001 WD48              | 19 de novembre de 2001 | Anderson Mesa          | LONEOS                                                 |
| 190964 -      | 2001 XC                | 2 de desembre de 2001  | Cordell-Lorenz         | D. T. Durig                                            |
| 190965 -      | 2001 XF5               | 5 de desembre de 2001  | Haleakala              | NEAT                                                   |
| 190966 -      | 2001 XT15              | 10 de desembre de 2001 | Socorro                | LINEAR                                                 |
| 190967 -      | 2001 XW33              | 7 de desembre de 2001  | Socorro                | LINEAR                                                 |
| 190968 -      | 2001 XZ35              | 9 de desembre de 2001  | Socorro                | LINEAR                                                 |
| 190969 -      | 2001 XF38              | 9 de desembre de 2001  | Socorro                | LINEAR                                                 |
| 190970 -      | 2001 XS41              | 9 de desembre de 2001  | Socorro                | LINEAR                                                 |
| 190971 -      | 2001 XY51              | 10 de desembre de 2001 | Socorro                | LINEAR                                                 |
| 190972 -      | 2001 XD63              | 10 de desembre de 2001 | Socorro                | LINEAR                                                 |
| 190973 -      | 2001 XR77              | 11 de desembre de 2001 | Socorro                | LINEAR                                                 |
| 190974 -      | 2001 XA79              | 11 de desembre de 2001 | Socorro                | LINEAR                                                 |
| 190975 -      | 2001 XQ93              | 10 de desembre de 2001 | Socorro                | LINEAR                                                 |
| 190976 -      | 2001 XU95              | 10 de desembre de 2001 | Socorro                | LINEAR                                                 |
| 190977 -      | 2001 XO98              | 10 de desembre de 2001 | Socorro                | LINEAR                                                 |
| 190978 -      | 2001 XD101             | 10 de desembre de 2001 | Socorro                | LINEAR                                                 |
| 190979 -      | 2001 XQ144             | 14 de desembre de 2001 | Socorro                | LINEAR                                                 |
| 190980 -      | 2001 XY149             | 14 de desembre de 2001 | Socorro                | LINEAR                                                 |
| 190981 -      | 2001 XQ150             | 14 de desembre de 2001 | Socorro                | LINEAR                                                 |
| 190982 -      | 2001 XL151             | 14 de desembre de 2001 | Socorro                | LINEAR                                                 |
| 190983 -      | 2001 XA172             | 14 de desembre de 2001 | Socorro                | LINEAR                                                 |
| 190984 -      | 2001 XM173             | 14 de desembre de 2001 | Socorro                | LINEAR                                                 |
| 190985 -      | 2001 XB177             | 14 de desembre de 2001 | Socorro                | LINEAR                                                 |
| 190986 -      | 2001 XR189             | 14 de desembre de 2001 | Socorro                | LINEAR                                                 |
| 190987 -      | 2001 XG203             | 11 de desembre de 2001 | Socorro                | LINEAR                                                 |
| 190988 -      | 2001 XD215             | 13 de desembre de 2001 | Socorro                | LINEAR                                                 |
| 190989 -      | 2001 XC223             | 15 de desembre de 2001 | Socorro                | LINEAR                                                 |
| 190990 -      | 2001 XL223             | 15 de desembre de 2001 | Socorro                | LINEAR                                                 |
| 190991 -      | 2001 XQ238             | 15 de desembre de 2001 | Socorro                | LINEAR                                                 |
| 190992 -      | 2001 XH239             | 15 de desembre de 2001 | Socorro                | LINEAR                                                 |
| 190993 -      | 2001 XO241             | 14 de desembre de 2001 | Socorro                | LINEAR                                                 |
| 190994 -      | 2001 XN249             | 14 de desembre de 2001 | Socorro                | LINEAR                                                 |
| 190995 -      | 2001 YP                | 18 de desembre de 2001 | Oaxaca                 | J. M. Roe                                              |
| 190996 -      | 2001 YY10              | 17 de desembre de 2001 | Socorro                | LINEAR                                                 |
| 190997 -      | 2001 YD15              | 17 de desembre de 2001 | Socorro                | LINEAR                                                 |
| 190998 -      | 2001 YC18              | 17 de desembre de 2001 | Socorro                | LINEAR                                                 |
| 190999 -      | 2001 YV22              | 18 de desembre de 2001 | Socorro                | LINEAR                                                 |
| 191000 -      | 2001 YV27              | 18 de desembre de 2001 | Socorro                | LINEAR                                                 |